# アニメ版星のカービィの登場キャラクター
アニメ版星のカービィの登場キャラクター（アニメばんほしのカービィのとうじょうキャラクター）では、アニメ版『星のカービィ』に登場するキャラクターについて解説する。名前に内部リンクがあるキャラクターの詳細は、リンク先を参照。

## カービィと仲間たち
カービィ
声 - 大本眞基子
本作の主人公。コピー能力を使う「星の戦士」の赤ん坊であり、プププランドの平和を守る正義のヒーロー。予定よりも数百年目覚めが早くなったため、言葉も「ぽよ」（まれに「ぱよ」、叫ぶときは「ぱよい」とも言う）としか喋れないが、誰かが発した簡単な単語や、人の名前、技の名前などを片言で喋ることもある。
フーム
声 - 吉田小百合
プププランドの大臣パームの娘。本作のヒロインでありカービィの保護者的な存在。言葉を話せないカービィに代わって実質的な主人公の役回りを演じる。
ブン
声 - 小松里賀
フームの弟でカービィの親友。
メタナイト
声 - 私市淳
デデデ城に住む凄腕の騎士。かつては「星の戦士」としてナイトメアの軍団と戦った経歴を持ち、現在はデデデの家来として面従腹背しつつカービィを見守っている。英名は「Meta Knight」。
ソードナイト、ブレイドナイト
声 - ソードナイト：時田光、神崎ちろ（第47話）、ブレイドナイト：春林（第1 - 3話） → 神崎ちろ（第6 - 100話）、時田光（第47話）
メタナイト郷に仕える2人組の騎士。胴体以外が緑色の鎧を着ているのがソードナイト、赤い房のついた兜を被っている方がブレイドナイトである。かつては強盗で生計を立てており、メタナイトから財産を奪おうとしたときナイトメアの魔獣・チリドッグに襲撃されるが逆にメタナイトによって命を救われ彼に忠誠を誓った（第26話）。
剣術の腕前は決して劣ってはいないが、メタナイト郷やソードカービィには遠く及ばず戦闘ではやられ役になることが多い。
甘い家庭生活を望みはしないが食事に困っている様でパームが作った料理をカービィとフームとブンとパームとメームが食べてる所を羨ましそうに見ていた。その為、料理も出来ない事から自分達で真面な料理を作ろうとデデデがフードプロセッサーに見せ掛けたリョウリガーZの部品を2人でデデデから購入し、2人で「男の料理大会」に参加したことがある（第82話）。乗り物の修理が得意（第54話など）。
ロロロ、ラララ
声 - ロロロ：春林（第1 - 3話） → 神崎ちろ（第4 - 98話）、ラララ：秋田まどか
大臣一家に仕える召使いで、カービィに似た2匹の生物。ロロロは男で青色、ラララは女でピンク色。召使いではあるが、大臣一家からは家族のように思われている。数年前まではローラ（性別は男で紫色）という1匹の魔獣だった。しかし戦闘能力の低さに業を煮やしたナイトメアの命令によって魔獣キッタリハッタリの能力で男のロロロと女のラララに2分され、デデデに売り飛ばされてしまった。しかし、相変わらず戦闘能力の無い2人はデデデからも見放され、大臣一家の召使いとなった。カービィやフームたちとは友たちのように接している。英語名はロロロが「Fololo」、ラララが「Falala」。
トッコリ
声 - 瀧本富士子
ププビレッジの村はずれに住む黄色い小鳥。英名はそのまま「Tokkori」。
威張り屋かつ捻くれ者でとても生意気だが、反面ナイーブかつ臆病な所もある。基本的に誰に対しても横柄かつ毒を吐いたような発言や態度が多く､｢すっげぇキモいデザインだな!!｣（第82話）もその一つ｡また､腹を空かせた野生のスカーフィに食べられてすぐに吐き出された際に｢オレはそんなに不味いってのか!?｣と命知らずな発言をしたこともある（第56話）。
元は普通の鳥の巣に住んでいたが、プププランドにカービィが現れて以降、彼の家を勝手に占拠して暮らしている。しかしカービィはそのことをまったく気にしておらず、いつもトッコリの巣で寝ている。ただし以後の話では一緒にベッドで寝ている様子もあり、公式サイトでもカービィの家にカービィとトッコリの二人が掲載されているなど、カービィの同居人といった位置付けになっている。村のみんなに名前が認知されているのにもかかわらず、村の名簿には名前が載っていないらしい（第50話）。カービィに対して文句や悪口を言ってはフームと口喧嘩することが多い（第2話ではカービィがプププランドに住むと聞いた際は行く先々で妨害したり、フームたちがカービィの家を立てることをデデデにリークするなど、デデデとともにカービィのことが気に入らなかった態度をとっていた）ものの、なんだかんだと内心では気遣い仲が良い。フームやブンの目の行き届かない所や、協力に難しい場面では彼がカービィの保護者ともなっており、アドバイスや助言、サポートも実は積極的に行う。51話や68話のようにカービィが話したことを翻訳している描写もある。
一時海賊の子孫だという噂が流れた事もあった。しかし、最初に本人が肖像画を見て間違いに気付き、気不味くなったがその後のフームの計らいとも取れる繕いにより､村人たちには海賊の子孫と信じ続けられた。本人はその事を知らないため、見間違いだったのかと混乱した｡
鳥らしからぬ器用な一面があり、嘴の先端で口笛を吹き（第4話）、普通に翼でペンを握って文字が書ける（第49話）。
コックカワサキ
声 - 飛田展男
村でファミリーレストランを営む。プププランド唯一のプロの調理師だが料理の腕は最悪。
カブー
声 - 飛田展男
プププランドの村はずれ「カブーの谷」にそびえ立つ、喋る巨大石像。予言能力を持ち、村人たちから「石の賢者」として敬われている。
実は星の戦士を守るためのシェルターであり、宇宙各地に沢山の仲間が点在し、テレパシーで情報を共有している。ワープスターの隠し場所としても使われ、フームに呼ばれると口からワープスターを発射するカタパルト的な役目を担う。また、時間こそかかるが傷ついたワープスターを修復することもできる。
プププランドの重要文化財に指定されているらしいが、外国から来た観光客によって落書きをされたことがある（第48話）。

## 敵の勢力
デデデ大王
声 - 緒方賢一
自ら独裁者を名乗り、プププランドに圧政を敷く大王。
ドクター・エスカルゴン
声 - 龍田直樹
デデデの側近にして発明家。プププランドの実質ナンバー2の人物。
ナイトメア
声 - 銀河万丈
全宇宙を恐怖で支配する企業帝国・ホーリーナイトメア社の会長で、本作の物語の元凶。
数万年前に魔獣の作製に成功、ホーリーナイトメア社を設立。自らをジェネレーターとして無限に魔獣を生み出すことで圧倒的兵力を築き上げ、銀河大戦に勝利。そのまま宇宙征服を試みたが、メタナイトが手に入れていた宝剣「ギャラクシア」の力によってその最終目的はかろうじて阻まれている。新世代の星の戦士カービィがプププランドに定住して以来、デデデを利用して重点的に魔獣（刺客）をカービィへたびたび送り込んでいる。
裏切り者のナックルジョーを処刑しようとしたり、生み出した魔獣であっても自分に歯向かう者には容赦しない冷酷な性格。自らが表立って戦うことはほとんど無く知略の方に長けているが、上述の経緯により専ら魔獣やデスタライヤーの大群で制圧する物量作戦を好む傾向がある。ゲーム版ではマントの下に隠れた体が弱点だったのに対し、本作では逆にあらゆる攻撃を吸収してしまう異空間につながっており、どんなに強力な攻撃も無効化する。また、彼自身も悪夢の化身であり生物では無いため、現実世界では明確な実体を持たない。そのためハルバードを遥かに超える大きさになったり、大型の魔獣程度にまで縮んだりと自由に体の大きさを変えられる。フームの体を掴めるなど、ある程度は質量を持っているが、物理的攻撃が通じない以上は実質無敵に等しく、戦艦ハルバードすら「みじめな兵器」とあしらった。
最終回ではフームを利用してカービィをおびき寄せ、無駄に攻撃させ疲弊したところを夢の世界に引きずり込み、始末しようとする。しかし「人々の悪夢が実体化して誕生した存在」であるがゆえに夢の世界の体こそが本体であること、そしてゲーム版と同様の弱点であるスターロッドをカービィが夢の世界で手に取れることを知らなかったことが命取りとなり、スターロッドカービィによって大量の星屑に囲われ消滅した。その際に「全ての生き物が恐怖を覚える限り、私は何度でも蘇る」と復活の可能性を仄めかしていた。
アニメ終了後に販売された『スーパーカービィハンターズ』で登場したアナザーナイトメアの声も銀河万丈が引き継いで担当している。
カスタマーサービス
声 - 銀河万丈
ホーリーナイトメア社のセールスマンを請け負うナイトメアの忠実な部下。
スーツ姿でサングラスをかけており、上半身は顔が薄い灰色であることを除けば人間そっくりの姿（頭身については後述）。「ヒューマノイド」という設定だが、作中でこの設定に触れられたことは無い。慇懃無礼な言葉遣いや「ホホホ」と高い笑い声が特徴的。デデデたちからは縮めて「カスタマー」と呼ばれることが多いが（カスタマーとは顧客の意味なので、デデデ本人を指している）、本人は一貫して「カスタマーサービス」を名乗る。
商才に長け、巧みなセールストークを用いて客であるデデデに魔獣を買わせるように誘導し、デデデが何らかの金儲けや悪だくみを企んだときは理由をつけて自社製品を購入させるなど、商売人として確かな手腕を持っている（これは顧客のデデデ自身が非常に騙されやすいため）。デデデがツケで高価な魔獣なども購入しているため返済が滞ることが多く、負債が大きくなると魔獣を売らないこともある。また、強制的に返済させるために金策を講じることもある。
目的のためなら顧客であるデデデたちや大勢の無辜の犠牲も厭わないことが多く、負債回収や上司であるナイトメアの指示によりデデデの意思とは無関係に魔獣を送りつけるのは生易しい方で、カービィ抹殺のためプププランドに妖星ゲラスを落とそうとしたり、デデデたちも乗り込んでいる戦艦ハルバードを撃破しようとするなど、冷酷で残忍な本性を併せ持つ。特に終盤はデデデ城諸共空爆し、用済みとなったデデデ城のデリバリーシステムを破壊した。それでも得意のセールストークでデデデを唆し、デデデの頭の悪さも手伝って彼らをハルバードの始末やカービィたちの居場所を探るため、そしてフームを人質に取るために最後まで利用した。
基本的にその場にはいない（必ずモニターを通して会話している）ため酷い目に逢わされることもほぼないが、デデデにゴミや要らない新聞をデリバリーシステムで押し付けられてそれに埋もれてしまったことがある（81話）。
最終回ではナイトメア要塞の司令室に招き入れたデデデとエスカルゴンによって、カワサキの不味いレバニラ炒めを口に押し込まれるという屈辱的な仕打ちを受ける。その後、ナイトメア撃破の知らせを聞くや否や、司令室から一目散に逃走。要塞崩壊時には断末魔のような悲鳴を上げたが、最期自体に関しては明確に描写されることはなかった。
なお、公式ウェブサイトのキャラクター紹介には「アニメの世界観に合わせて3頭身しかない（腰の下に直接足が付いている）」と記載されており、最終回で3頭身ということが正式に明らかとなった（全身がはっきりわかるのは最終回のみである）。それ以前に全身が映ったこともあったが、その時は袴を着て正座しているように見せかけていた（新年第一回目の放送では彼は袴姿で登場する）。
ほぼ全てのエピソードに登場しているが、逆に登場しないエピソードもある。

## プププランドの住民たち

### 大臣一家
デデデ城の中に住んでいる4人家族。村の住民とは姿が異なるが、彼らと同じキャピィ族とされている。
フーム
ブン
パーム大臣
声 - 長嶝高士
フームとブンの父親でありプププランドの国務大臣。
メーム夫人
声 - 水谷優子
パームの妻でフームとブンの母。

### キャピィ族
キャピィ族は、ププビレッジに住んでいる埴輪のような姿の種族。ゲーム版のキャピイがつけていたキノコの帽子はつけていない。古代からププビレッジに住んでいたが、ある時別の種族によって追い出され、100年ほど前にププビレッジへ戻ってきた。
純朴ではあるがやや間抜けな日和見主義的民衆という扱いで描かれていることが多く、デデデの悪巧みに利用されたり、突発的なブームに踊らされる、魔獣の襲撃に遭うことが多い。レンとキュリオいわくプププビレッジの住人は「色々な地方から集まってきた」「多民族村」（第13話）とのこと。
前述の大臣一家もキャピィ族であり、村でキャピィ族ではない者は唯一コックカワサキのみである。
レン村長
声 - 長嶝高士
ププビレッジの村長にして「レン牧場」の牧場主。白い鼻髭が特徴で外見通り年寄りだと思われるが妻のハナは結構若い外見をしており、かなりの愛妻家のようである。3人の孫がおり、第35話でプププランドグランプリレースが始まるとき、孫から「じいちゃん頑張って」と応援された。また3人の孫の息子夫妻または娘夫妻は最後まで未登場だった。
村で唯一の自動車を所有しており、運転歴は40年。それだけにドライビングテクニックはかなりのもので、第36話ではホイールカービィの後ろに張り付くように走行し、スリップストリームを発揮してプププグランプリレースで大逆転優勝を果たした（結果、メタナイトの犠牲を無駄にすることになった）。この日はハナとの結婚40周年の記念日（ルビー婚式）だった（運転免許証も結婚したときに取得した）。83話ではデデデの命令で学校の教頭に就任した。98話で戦艦ハルバードに乗り込み、ナイトメアとの最終決戦に参加した。
ハナ夫人
声 - 小松里賀（第2話） → 神崎ちろ（第4 - 98話）
レンの妻。夫のレンは鼻髭が白い事から年寄りだと思われるがハナは結構若い外見で夫とはかなり歳が離れてる模様。ややおっとりした性格ではあるが、夫のことをしっかり支えている。3人の孫が居るが若い外見故か孫達から物語で一貫して「ばあちゃん」と言われた事が一度も無い。また3人の孫の息子夫妻または娘夫妻は最後まで未登場だった。料理が上手。第35、36話で結婚40周年を迎えた。新春カービィクイズショーの際にはプププグランプリレースの優勝者は村長夫妻ということがひっかけ問題として出されていた。
村長夫妻の孫
声 - 小松里賀、大本眞基子、吉田小百合
村長の家に住んでいる、3人の子供たち。名前は全員不詳で、年齢はブンよりも下。第35話でプププランドグランプリレースが始まるとき、レンに「じいちゃん頑張って」と言ったことから孫であることが分かるが、ハナに対してはハナが若い外見故か物語で一貫して「ばあちゃん」と言った事が一度も無い。親である父と母は最後まで未登場だった。
執事
声 - 私市淳

ボルン署長
声 - 私市淳
ププビレッジの警察署長。昔話を聞くと興奮して発砲する。初期は「逮捕する！」が口癖だったが、話が進むにつれてあまり言わなくなった。
プププランド唯一の警察官であるが、普段は平和な村においては閑職であり、10話では交通整理の最中に居眠りをしていた（その間にデデデとレンの車が衝突事故を起こし、署長の居眠りに激怒したデデデが行政改革として警察を廃止しようとしたこともある）。第52話では、ホッヘからフィギュアを盗もうとしたデデデを留置場に監禁し、ホッヘから証拠としてフィギュアを没収した。その後、デデデから「お前はどうしてホッヘの家を見張っていた?」と言われて、かなり慌てていた。
レンジャー隊員だった兄（登場しない）がいる。第42話では、警察官でありながら以前にタゴのコンビニでキャンディーを万引きをしたことを告白した。戦艦ハルバードに乗り込み、最終決戦に参加した。
サト夫人
声 - 春林（第3話） → 秋田まどか（第10 - 98話）
ボルンの妻。村長夫人のハナとは無二の親友。上品で、礼儀正しいが厳しい一面もある。家事が上手なので、村中の女性の憧れの的。署長の拾い集めた落し物が溜まりに溜まった末に、片付けられない女になってしまった事がある（第81話）。
トレードマークは首に巻いているストールと日傘でありこの日傘が身を守ったことがある（第57話）。
モソ
声 - 飛田展男
ププビレッジの郵便局長。劇中では「モソじいさん」と呼ばれることが多い。村一番の年長者で、体力の衰えに関する冗談をよく言うが、現在も徒歩で配達をしており、ウィスピーウッズの森を迷わず歩ける唯一の人物でもある。42話では以前ヤブイの手紙を捨ててしまった事があると判明した。
若いころは「ステッペンウルフ」と呼ばれた伝説のライダーであり、現在でもバイクの腕は落ちていない（91話で判明）。またエンジン音を聞いただけでエンジンの種類とバイクの機種を当てることができる（90話）。
なお、局内にはおそらく村で唯一のパソコンがある（81話）。
メーベル
声 - 水谷優子
ププビレッジの占い師だが、その在り方は本人曰く「村人の悩みを聞いてアドバイスするカウンセラー」（第42・62話）のため、村人たちやデデデからも信頼されている。
サモから片思いされており、当の本人は相手にしていない描写が多いが、なんだかんだいってサモのことを想っているようでもある。また住民の事情に詳しいサモから情報を得ることで仕事を成り立たせているため、その点からいってもサモには感謝をしている。
村ではハナやサトと雑談していることが多い。怪力でもあり、第99話では超巨大な鉄アレイを持ち上げたことがある。戦艦ハルバードに乗り込み、最終決戦に参加した。
漫画「星のカービィ パズルプラネット ナゾトキ脳トレ編」でも登場している。
サモ
声 - 飛田展男
ププビレッジにあるパブの店主。メーベルに恋心を抱き、積極的にアプローチしている。
客との会話によって、村中の噂話を知っており、その情報はメーベルのカウンセリングに活かされているようである。起伏の少ない声のトーンが特徴的。戦艦ハルバードに乗り込み、最終決戦に参加した。
ビブリ
声 - 関根一則
ププビレッジにある書店の主人。立ち読みは厳禁で、マナーを守らない者はたとえデデデであろうとも本を売らない。
38話で初登場。名前の判明している村人の中ではかなり地味な存在で、登場回数も少ない。
キュリオ氏
声 - 長嶝高士
骨董屋を経営する考古学者。劇中では「キュリオ」と呼ばれることが多い。専門は「古代プププ文明」の研究。他にも古生物学や化学等の理系学問にも精通しており、80話ではパワップDの成分を分析した。83話ではデデデの命令でデデデ帝国大学付属小学校の校長に就任。
村一番の知識人で人柄も誠実なためフームからも慕われるが、他の村人と同様にデデデに利用されたり、ブームに乗せられてしまう事も多い。
最終決戦時には村の復興のためププビレッジに残り、破壊されたデデデ城のデリバリーシステムを修理した。
ガス
声 - 細井治
村のガソリンスタンドの店長。村にはレンの車とデデデの車しかない（ガス自身も車を所有していない）ため売り上げは少ないが、特に貧しくはないようである。よく騒動でガソリンスタンドを爆発させられる。好物は酢の物と納豆巻。
外国出身（13話）。昔は暴走族に入っていたが、伝説のライダー・ステッペンウルフ（後の郵便局長モソ）に諭されて暴走族を辞めた。
戦艦ハルバードに整備士として搭乗し、最終決戦に参加した。
タゴ
声 - 斉藤瑞樹
スーパーマーケット並みの品揃えが自慢のコンビニを経営している。よく売れ残りの弁当をカービィに食べさせている(59話など)。42話でボルンが店のキャンディを万引きしたと告白した際には実はその事を知っており、仕返しのためにずっと署長のお釣りをごまかし続けていたことを告白した。
52話でフームのアドバイスを受け、売れ残りのチョコレートでカプセルを作り、ガングの店で余ったフィギュアを入れて発売し、チョコエッグブームを巻き起こした。しかし成功に気をよくしたために、空から降ってきたメーカー不明のチョコカプセル（実はナイトメア社製魔獣入りカプセル）を不審に思うことなく売りまくり、結果プププランドが魔獣だらけになってしまったことがある。
72話でワドルディがププビレッジの住人たちに売られ村の人口が増えた際には、同じく飲食店を経営しているカワサキと並んでその恩恵にあずかっている。
92話でワドルディたちへの弁当を入札に参加し、コックカワサキと値下げ競争を繰り広げたが途中で降板。
ガング
声 - 斉藤瑞樹
村でおもちゃ屋を経営。
タゴと協力しチョコエッグをヒットさせたが、ナイトメア社の陰謀に利用され、結果的にプププランドを魔獣だらけにしてしまった（52話）。
その他にも自分が仕入れていない、得体のしれない製品を平気で売ってしまい、カービィに危機を及ばせることが多い。最終決戦時は自分も戦いに行きたがっていたが、村の復興のために残った。
ヤブイ
声 - 関根一則
村内で開業する、プププランド唯一の医師。
殻にヒビの入ったエスカルゴンを「軟体生物は気色悪い」という理由でまともに診察しない、余命幾許も無い患者に「物は試しだ」と言って怪しいドリンクを飲ませる、他人の歯と間違えて郵便局長モソの抜かなくてもいい歯を抜いてしまうなど（42話で判定）非常に杜撰な診療をしており、デデデからは「やぶ医者」と呼ばれている。注射をワドルディ任せにしていたこともある。その一方で徹夜で論文を書き上げる真面目な一面もある（第81話）また、内科から外科、歯科まで様々な医学の知識を有している。
最終決戦時には船医としてハルバードに乗り込むが、怪我人がこないため暇をもて余しており、「早く（戦いが）始まって重症患者が来んかな」と非常に不謹慎な事を言っていた。
羊飼い
声 - 時田光（第1話） →  飛田展男（第19 - 21話） →  斉藤瑞樹（第43話） →  私市淳（第56話）
村長の牧場で働いている羊飼い。名前は不明。第1話では羊が魔獣のオクタコンに食い尽くされてしまった。第43話でアモンがクーデターを起こした際、羊飼いでありながら羊を逃がしてしまったと村長に誤解され、危うく解雇されかけた事がある。
イロー
声 - 小松里賀、秋田まどか（第38話の途中）、大本眞基子（第44話の途中）
村の子供でカービィたちの遊び仲間。髪を緑のバンドで結んだ女性的容姿の少年。よく木の棒を持っている。ハニーと恋仲。小心者で、肝試しでは二度もハニーを置いて逃げ出した。ちょんまげのような結び髪をしている。
ハニー
声 - 秋田まどか
村の少女。赤い髪飾りが特徴。イローとは相思相愛の仲であるが、肝試しの際には二度も置き去りにされた（45話）。ブンを含んだ4人の中で最も合理的な考え方をする。家は貧しく、第59話の夕食はコンビーフの缶詰のみだった。
ホッヘ
声 - 大本眞基子
村の少年。青いシャツに麦藁帽子という外見。イローやハニーよりも大柄。3人組の中ではやんちゃで生意気な面が目立ち、駄々をこねることも多く、一躍ブームになったチョコカプセルを親の財布を盗んでまで購入を試みた（52話）。55話ではゴルフクラブでデデデを殴っていた。73話では回転寿司を食べたがっていた。
ドロン
声 - 飛田展男（第6話） → 斉藤瑞樹（第17話）
警察署の拘置所に入れられているキャピィ族の泥棒。名前は17話で判明。
牢の外に出ていることが多く、村の事件に立ち会っていることもある。彼が罪を犯す場面は多くないが、第17話ではパームとメームの結婚指輪を何度も奪う、脅されてやっと返す、など彼の小悪党さが表われている話もある。第48話ではプププランドに観光客が来た際になぜかスターのような扱いを受け、署長も不思議がっていた。第57話では村人たちが家財道具を山積みにして作ったバリケードの中に閉じ込められていた。第98話にて、警察署が破壊された時にサトなどと一緒に泣いていたことから、署長を家族のように思っていた点が見られる。
イローのパパ
声 - 飛田展男、斉藤瑞樹（第50話の途中）
スイカ農家を営む。
イローのママ
声 - 水谷優子（第6話） → 秋田まどか（第50 - 92話）
料理が得意。59話では満漢全席を作った。
ハニーのパパ
声 - 細井治（第50話） → 私市淳（第59 - 62話）

ハニーのママ
声 - 瀧本富士子
37話で落し物を拾ってくれたカービィにお菓子を与えた。
ホッヘのパパ
声 - 私市淳（第6話） → 飛田展男（第23 - 80話）

ホッヘのママ
声 - 秋田まどか（第6話） → 水谷優子（第23 - 92話）、瀧本富士子（第73話）

### 兵士
ワドルドゥ隊長
声 - 神崎ちろ（第6話） → 小松里賀（第12、28 - 29話） → 水谷優子（第26、33 - 100話）
デデデの家来。ワドルディたちを従える司令官。ワドルディとは異なり、一人しかいない。
ワドルディ
声 - 小松里賀、他その回の女性声優たち
デデデ城で最も地位の低い家来。非常に大勢（1万人以上）いて、外見は全員全く同じ。

### 動植物
リック
声 - 春林（第2話） → 大本眞基子（第5 - 56話）
東の森（初期の頃はウィスピーウッズの森）に住んでいる大きな（フームと同じ背丈の）ハムスター。非常に面倒見がいい性格で、カービィに卵の孵し方を教えて上げた上に自身の葉っぱの傘を譲り（30話）、デデデに捨てられて腹を空かせていたスカーフィたちにリンゴをあげたりした（56話。後にリックが食われかけている）。思い込みがやや強く、アコルに迫る危険とはリックたちのことであると勘違いしたブンたちと対立し､森の仲間を率いて戦った（44話。仲間たちはヌラフ、ネリー、ポン、コンなど、ゲームに登場するキャラクター）。
本作では（言葉こそ話せるものの）野生動物扱いされており、それ故に村の人々との交流は少ない｡カービィやフームたちとは仲が良く、トッコリとも気が合うらしく一緒に過ごすことが多い。バトルには参加せず、コピー能力もない。チーズが好物。
クー
声 - 春林（第2話） → 神崎ちろ（第5 - 87話）
森に住むフクロウ。一人称は「私」または「わし」で、老女のような性格や口調で話す。生意気なトッコリからも鳥の先輩として尊敬されている。メームとは気が合う。
ゲームでは若い男性のように描かれる事が多かったため、原作との差異が大きい。リックやカイン同様コピー能力はない。リック、カインの2人よりも登場時間が短い。
カイン
声 - 飛田展男
フームに片思いを寄せるマンボウ。時々海に転落したカービィを助けることもある。フームたちと海洋生物の間の通訳ができる。それを活かし、フームに頼まれてサメのジョーを呼んだり（70話）、クジラと交渉したという活躍もある（71話）。
こちらもコピー能力はない。本作ではリック、カイン、クーの間に親密な関係は無い。リック、クーの2人よりも登場時間が非常に長く、カインに視点を置いたストーリーもある。漫画では喋れないことが多かったが、アニメでは喋ることができる。
ポン
声 - 飛田展男
タヌキ。
コン
声 - 神崎ちろ
キツネ。
キッツ
声 - 小松里賀
キツツキ。
ヌラフ
声 - 細井治
イノシシ。
ネリー
ヌラフと同じイノシシ。ポン、コン、キッツ、ヌラフ、ネリーの他にサルやリス、ウサギ、コアラ、ヘビのキャラクターが登場している。
ダイナブレイド
鋼の翼を持つ巨大鳥。音速を超えるスピードで空を飛び、通った跡が衝撃波で吹き飛ばされるほど。
100年に一度眠りから覚め、卵を産み、ヒナが成鳥になるまで世話をする。ヒナが成鳥になるには100年（何十年とする説もある）を要する。ヒナに危害を加えようとする者には容赦せず、デデデの策略でカービィが卵を食したと思い込んだ時は尋常ならざる殺意と憎悪を見せ、執拗なまでにカービィを攻撃し続けた（7話）。しかし、後にカービィは無害以上にベイビーには良心的と判断され、たくさんのワドルディを攻撃しているつもりで実はフームたちにカービィを探し当てさせるためのサポートを行うといった賢い面も持ち合わせる。
どの回でも完全なCGで描かれている。
ダイナベイビー
声 - 小松里賀
第7話で生まれたダイナブレイドのヒナ。大人になるまで何十年もかかるそうである。
かなりやんちゃで好奇心旺盛。誕生時の一騒動もあってカービィに非常になついている。また、身長はカービィより高い。
一度外に出るとなかなか巣に帰りたがらない時もあり、そこをつけ込まれてドクター・エスカルゴンが発明した薬「エスケル魔獣黄帝液」で魔獣に改造されそうになった（23話）。なお、ダイナベイビーはゲーム版でも登場したことがあるが、名前が判明したのはアニメ版が初である。
羊
声 - 水谷優子、秋田まどか 他
村長の牧場で飼われている家畜。普段は広大な牧場で草を食べながらのんびり過ごしているが、事件が起こると巻き込まれ悲惨な目に遭う。
第1話冒頭からオクタコンに食べられ(食べられた場合は大抵白骨体になる)その翌日にカービィの宇宙艇の不時着に巻き込まれるなど災難が絶えなかった。アモンに誘惑され反乱を起こすが一日で鎮圧され(43話)、その後も何度かデデデや村人に料理され、56話ではスカーフィに食べられ、76話では恐竜にも食われた。そして、第98話ではデスタライヤーの空襲で大半が天国へ逝ってしまった（村長談）。
モズ、ツグミ、オオハシ、オオバタン、コンゴウインコ、フクロウ、スズメ

ウィスピーウッズ
声 - 細井治
ププビレッジ近郊の「ウィスピーウッズの森」の王者であるリンゴの巨木。

## 銀河戦士団関係者
シリカ
声 - 半場友恵
銀河戦士団団員ガールードの娘。第60話で初登場。火炎放射器、マシンガン、バズーカ、ナイフ、クローショットといくつもの機能を持つ武器「クロスガン」を自在に使いこなし、特にその剣技は、シリカの不意打ちをくらい、手負いだったとはいえ、メタナイト相手にも対等に渡り合えるものがある。母が死んだのは宝剣ギャラクシアを欲したメタナイトの陰謀だと考え、彼を逆恨みし、ギャラクシアの奪還を決意した。
劇中においては攻撃的な人物として描かれていた（デデデなど目的に無関係な者であろうと、自身に敵意を向けた者や邪魔者には容赦ない砲撃を浴びせ、フームなど明らかに非戦闘員と見られる相手にも銃口を向けるなど）。デデデ城を襲撃し、傷を癒すためカブーの谷へ逃げ込んだメタナイトからギャラクシアを奪おうとするが、ギャラクシアの意識から母ガールードの死は己の使命に殉じた結果であり、ギャラクシアがメタナイトの手に委ねられる事は彼女の望みだったことを知り和解する。最終回周辺では、ナックルジョーと協力しナイトメア打倒に貢献した（ナックルジョーの説明を参照）。
上記のギャラクシア奪還の件については、実際は彼女がナイトメア社のいいように利用されていたとも言える節が劇中の所々で散見されている。第一にクロスガンがナイトメア社のロゴマーク入りであることや、「変な形の銃を持ったチビの娘」と言うデデデたちの証言だけでシリカその人だと断定したかのように、彼女の母とメタナイト、そしてギャラクシアにとって因縁の魔獣キリサキンを送り込んだカスタマーサービスの行動がそれにあたる。
ガールード
シリカの母。戦士団の優秀な女性団員だったが、魔獣キリサキンに奪われた宝剣ギャラクシアをメタナイトと共に奪還する任務の最中に戦死した。
オーサー卿
声 - 飛田展男
銀河戦士団のリーダーを務める騎士。黄色い派手なメタナイトのような姿である。戦争で亡くなったと思われていたが、実は仲間たちと共にナイトメアの要塞付近に潜伏しながらメタナイトやカービィたちの発起を待ち続けており、最終決戦時にはデスタライヤーを奪取して他のメンバーと共に加勢した。姿だけとはいえ初めて登場したのは第52話で、この時はチョコカプセルのおまけフィギュアのモデルになっていた。
ノンスラート卿、ファルスパル卿、ドラガート卿
銀河戦士団の生き残りたち。詳しい事情はオーサー卿と同じ。
ファルスパル卿はチョコカプセルのおまけで「銀河戦士団最強の戦士」と言われていた。
ダコーニョ軍曹
声 - 中博史
銀河戦士団の生き残りの一人で、南の島で戦争が終わったことを知らずに野営していた。旧日本軍風の軍帽を被った毛むくじゃらの老人。話を見るとメタナイト直属の部下だったようで、メタナイトも再会時にはすぐに彼を名前で呼んでいた。
厳格で正義感の強い人物であり、魔獣に一人で立ち向かうなど勇敢な性格。
初登場は第22話。初めてカービィたちと会ったときには敵の魔獣が来たと勘違いした挙句、敵と戦う力をつけさせるため無理矢理特訓を課して一同を困惑させた。カービィたちがプププランドへ帰還する際には「自分は所詮老いぼれ、この島で一生を終える」として同行を断ったが、何かあったら助太刀に向かことを告げた。その宣言どおり、98話ではナイトメアとの戦いに終止符を打つべく再登場し、ナイトメアと戦う事に尻すぼみになっているキャピィ族を一喝して奮起させ、かつての上司メタナイトの駆る宇宙戦艦ハルバードに搭乗、共に戦った。
ナックルジョー
声 - 高山みなみ
銀河戦士団員の父を持つ少年格闘家。詳細はナックルジョー#アニメを参照。
ナックルジョーの父
声 - 飛田展男
名前は不明。銀河戦士団でも一、二を争うと謳われたほどの実力の持ち主で戦士団全員から敬意を払われていた。またメタナイトの戦友でもある。装備や服装からして、格闘家のジョーとは違い剣士だった模様。ある戦いの際ナイトメア社の捕虜となり、息子ナックルジョーを思う気持ちをつかれ魔獣にされてしまう。その後部下の魔獣を引き連れて銀河戦士団のキャンプを襲い、メタナイトとの死闘の果てに倒される。死の間際にメタナイトに形見のペンダントを手渡し息絶えた。
ヤミカゲ
銀河戦士団元団員。詳しくは後述。
その他の銀河戦士団員
第4話のメタナイトの回想などに登場。いずれも仮面を着用しており、単なる脇役でありながら個性溢れる姿をしたメンバーが目立つ。基本的にこのアニメの世界観に準じた1〜2頭身がほとんどだが、中には人間に限りなく近い体形･頭身の戦士もいる。

## ゲストキャラクター
コックオオサカ
声 - 菅原淳一
コックカワサキの師匠。
ローナ王女
声 - 笹本優子
第21話でプププランドに旅行に来たピピ惑星の王女。初めてプププランドに降り立ったときには本人の希望で、近衛兵のヴィーと入れ変わって扮していた。身分に囚われた窮屈な暮らしを内心嫌っており、ヴィーと入れ替わったのもそのため。現職への不満は相当なもので、入れ替わっていた時にはカービィたちを相手に「王女も共に、プププランドに住めば良い」とまで漏らすほどだったが、やはり一国の指導者としての義務を放棄することは出来ないと、祖国へ帰る決心を固めた。
伊たちに近衛兵に変装していたわけではないらしく、剣術に関しては優れた才能を持つ。ローナ王女（ヴィー）を我が物にせんといきり立つデデデや、彼が差し向けた魔獣スッシーを相手にしても臆することなく戦いを挑み、ソードカービィと共闘し勝利を収めた。
近衛兵ヴィー
声 - 秋田まどか
ローナ王女の近衛兵。当初は姫の意向によりローナ王女に扮していた。偽者だと悟られぬよう口数は極力少なくしており、「かたじけなく思います」といった形式的文句しか喋らず、事情を知らないパーム夫妻やブンをうんざりさせていた。一方、二人が内密に入れ替わっていたことを知らないデデデからは強引に求婚され、後に騒動へと発展する事となる（デデデに求婚された際に、「結婚など、固くお断り申し上げます」と初めて他の言葉を喋った）。王女の性格は十分に承知しているようで、「ヴィー(ローナ王女)とデデデの決闘を止めさせてはどうか」とパーム夫妻に問われた時には、「あの人は一度言い出したら聞かない」とコメントしていた。
その他の近衛兵
声 - 神崎ちろ
迎えの宇宙船から現れた兵士たち。服装はヴィーと同じ軍服を着用し、帽子を被っている。顔は簡略化されており、瞳はカービィのそれと同じ。
じいや
声 - 飛田展男
ローナ王女に仕える老人。王女を連れ戻すために別の宇宙船でプププランドを訪れた。ヴィーに扮していた王女を「お戯れは程ほどに」と心配していた。劇中では「じいや」としか呼ばれていないため具体的にどのような役職に就いているか不明だが、このとき少人数ながらも近衛兵を従えていた。
ベニカゲ
声 - 渡辺久美子
第24話に登場。外国の忍者学校に通う見習いの落ちこぼれ忍者。名前の通り赤い服を着ている。学校の成績表を泥棒に盗まれてしまい、プププランドまで取り戻しに来た。煙玉以外にまともな忍術や道具が使えず、ヤミカゲとの戦いで刀の扱えなさも露呈した。カービィがヤミカゲを追い払った後は成績表をそのままカービィたちにプレゼントして、一人前の忍者となるべく修行の旅へ出発しプププランドを去った。
忍者軍団
メタナイトの回想にのみ登場した、ヤミカゲの同僚たち。姿はヤミカゲを更に簡略的にデフォルメしたものとなっている。戦中は敵味方から恐れられる実力者の集団として知られていた。
エスカルゴンの母親
声 - 山本圭子
第25話に登場。エスカルゴンの「大王になった」という手紙を受けて、外国からプププランドに来た。しかし、一日で嘘を見破り、エスカルゴンを優しく諭して帰国した。エスカルゴンからは「おっかさん」と呼ばれる。温和で子供好きな老婦人。息子のエスカルゴンのことは大切に想っており、カービィに対しても本当の孫のように可愛がり、エスカルゴンやカービィからも慕われるやさしい性格だが、いざという時ははっきり物申す一面もあり、デデデを真っ向から「馬鹿」と痛烈に批判した数少ない人物。口癖は「長生きはするもんだねえ」。お菓子作りの腕は絶品で、息子のエスカルゴンに手製のお菓子の仕送りもしてくれたこともある（第93話）。
虫歯菌
声 - 小松里賀、大本眞基子、吉田小百合
32話でブンとデデデの歯を蝕んだ菌。人間に近い手足を持った紫色の楕円形の体と吊り上がった目が特徴。「ヨイトマケの唄」のような曲を歌いながら集団でツルハシを振るって歯を侵食する。削りカスを手押し車で外に運び出す係もいる。痛み止めの薬で一時的に活動を止めることができるが、効力が切れれば活動を再開する。
虫歯菌の親玉
声 - 西村知道
上記の虫歯菌たちを取りまとめる菌。目の色は赤（手下菌は薄紫色）。劇中ではヤブイの治療の際に「ドリルだ!退避、退避!!」と菌たちに呼びかけた個体がそれに該当する。同じく痛み止めの薬に耐性を持つ。
なお、虫歯菌たちの合唱する歌は歌詞が存在し、親玉が「おやじ（2番は「おっかさん」）のためなら、えいこ〜ら!」と歌い上げた後に、子分たちが「も一つおまけに、えいこ〜ら!」と復唱する、というもの。
ゴミ回収業者
声 - 瀧本富士子、水谷優子、斉藤瑞樹（回想内）
第33話でプププランドにゴミを不法投棄（捨てていい場所と聞いていたため不法投棄の自覚はない）したナイトメア社系列のゴミ処理会社の従業員たち。プププランドにゴミを捨てさせる代わりに魔獣を値引かせようとした大王の作戦だったが、フームに一喝されてゴミを回収して帰った。しかしゴミの捨て場所に他のアテがなかったため、結局宇宙空間からポップスターにばらまく（地上からは大気圏突入で燃えたごみが流星群に見えていた）。
ローリン先生
声 - 冬馬由美
『パピー・ポッティーと愚者の石』の作者。第38話でファンレターをくれたフームに会うためにプププランドを訪れ、その際に本を執筆した動機が「夢を見たかったから」であることを語り、夢を見ることの素晴らしさをフームたちに説いた。メタナイトと面識があるらしく、ホーリーナイトメアの事も知っている模様。そのため、偽者の彼女(魔獣ホウキング)を「例のあの人の手下」と称していた。
アコル
声 - 飛田展男
東の森の800歳の老木。ウィスピーウッズの友たち。その樹木にはリックを始め、たくさんの動物が住み着き共存している。第44話でウィスピーの森を諦め東の森にゴルフ場を造ろうと考えたデデデに伐られそうになったが、カービィ・フームたちの活躍により守られた。
観光客
声 - 秋田まどか、飛田展男、長嶝高士、水谷優子 他
第48話でデデデがプププランドを観光地にした際に登場したナイトメアツーリスト（ナイトメア社関連の旅行代理店）の客である団体観光客。「ワニャワニャ」と言った具合にプププランドとは違う言語で話すのでワドルドゥが通訳を担当する。子供から大人まで皆アロハシャツにサングラスと言った服装であり、ゴミを捨てたり落書きをするなどマナーやモラルは極めて悪い。他にもカワサキの店で食事代を踏み倒したり、キュリオの骨董品を片っ端から壊すなどはた迷惑な行動ばかりし、住民たちから非難された。子供たちはカービィと仲良くなった。彼らが「この村には刺激が足りない」などと不満をもらした事がきっかけとなり、怒りを募らせたデデデに危険な魔獣を買わせてしまうことになった。それでも魔獣と戦うカービィに協力する程度の良識は持っており、決して悪気があるわけではない。ツアー終了後、サービスや食べ物、さらにはイベントの度が過ぎている事やデデデを散々扱き下ろした挙句、「カービィだけは最高にかっこ良かった」というデデデにとっては屈辱極まりない感想を寄せ、「もう二度と観光客など呼ばん！！」と彼を憤慨させた。
騎士キハーノ（通称）
声 - 島田敏
第54話で宇宙船でプププランドに不時着した老人。一見すると見てくれはいかにも騎士風な容姿をしており、素顔も気品ある髭を蓄えた老人だが、ボロボロの鎧を装着し、穂先が折れ曲がったランスを持っている。カービィに匹敵するほどの大食漢であり、カワサキの料理をおいしく食べていた数少ない人物の一人（空腹のためおいしく感じていた可能性もある）。
自ら騎士と名乗り、「騎士道精神を重んじている」と言うが、まともな武術を知らないうえ、勝手な思い込みで即行動に移す迷惑な振る舞いで周囲を困惑させるなど、騎士らしからぬ行動をしているが、実は漫画雑誌のキャラクターに魅入られて主人公の真似をしたくなって宇宙に出たただのアニメオタクであり、旅をする内にいつしか自分を騎士だと思い込むようになった。尚、「キハーノ」というのはこの老人がはまり込んでいた漫画の主人公の名前で、彼の本名は不明。
「風車に弱い」という弱点もそのままコピーしてしまっており、巻き添えを受けたデデデに彼の弱点を知られ、復讐のために魔獣カザグルーを差し向けられ、あっさりとやられて重傷を負わされたうえに「妄想の世界に引きこもり続けていた自分」という（ある意味、本人にとって）残酷な現実を突きつけられ、非常に強い精神的ショックを受け、魔獣が倒された後は真実を受け入れて、カービィたちに見守られる中、息を引き取ったように思われたが、メーベルの計らいであっさりと意識を取り戻し、彼女から叱咤激励を受けたのち再び宇宙へ旅立った。
ライヤ王女
声 - 水谷優子
キハーノがはまりこんでいた漫画のヒロインで、メーベルに似ている。
ペンギー族のリーダー
声 - 飛田展男
第66話に登場したペンギンそっくり（エスカルゴン曰く「陛下の親戚」）の一族ペンギー族の指導者。元々彼らは極地にある氷の大陸で暮らしていたが、温暖化の影響で大陸が砕け、その際一部の者が巨大な流氷と化した大陸の欠片に取り残され、世界をさまよう羽目になってしまう。新たな安住の地を求めており、プププランドに漂着した際は表向き友好的な態度をとりながら、裏では巨大な冷却装置を用いて大規模な寒冷化を引き起こし、国ごと乗っ取ってしまった。その後、反撃に出たフームやカービィ、デデデたちに対し「負けた方がプププランドを去る」という条件付きで対決を行うが、カービィとデデデの連携プレイにより、ギラウエア火山が活発化して気候が元に戻ったため、最後は潔く負けを認め、約束通りプププランドの侵略を諦めて、再び漂流生活に戻る。
キャプテンキック
第70話で、キュリオが発見した古文書に記載されていた200年前の海賊。人生の最後に、自分の財宝をププビレッジの海岸の洞窟に隠し、同所で死去した。
ジムコリート卿
キャプテンキックの相棒として古文書に載っていた鳥。トッコリの先祖という噂が立ち、大規模な宝捜しまで行われたが、実はジムコリート卿はオウムであり、トッコリとは何の関係もなかった。
サメ
肉食性の獰猛な海洋生物。海であればどこにでも出現し、主に悪事に失敗したデデデたちを数匹で徒党を組み、海の果てまで追い回す。16、22話など出演回数は多く、このうち第70話に登場した個体はジョーという名前で呼ばれており、カインと友好関係にある。
子クジラ
声 - 小松里賀
第71話に登場。劇中では親とはぐれてプププ湾に迷い込んでしまい、デデデの企みで食用にされかけたり潜水艇に改造されるなど散々な目に遭わされた（潜水艇自体は体内のガラクタを再利用して突貫で作り上げた装備のような代物なので、生体レベルには及んでいない）。デデデたちを振り落とした後は親子で海の向こうへと帰っていった。
親クジラ
声 - 水谷優子
子クジラの母親。背中には草とヤシの木が生えており、一見しただけでは無人島にしか見えない。子クジラを酷い目に遭わせた上に、自分に向かって魚雷攻撃を仕掛けて来たデデデとエスカルゴンを潮吹きで空の果てまで吹き飛ばし制裁した。
ザ・ツインナッツ
声 - 水谷優子（姉）、秋田まどか（妹）
第74話に登場した双子の妖精。モスガバーと共に南の島に住んでいたが、ナイトメアによって誘拐され、デデデに売り飛ばされた。歌を歌うことで、どこからでもモスガバーを呼び出すことができる。
モスガバー
声 - 水谷優子
74話に登場した、巨大なガ。普段はポップスターの南の島に住み、ザ・ツインナッツが歌った場所に出現する。デデデに売り飛ばされたザ・ツインナッツを救出するため巨大なイモムシの姿でプププランドに上陸、大砲が全く効かない強靭な肉体を見せつけた。その後デデデ城で繭を作って孵化、巨大な蛾の姿となった。その鱗粉は、プププランドの住民たちに花粉症に似た激しいアレルギーを発症させ、さらに巨大さのため羽ばたくだけで周囲に暴風が巻き起こり、ワープスターが飛行困難な上に、アレルギーを発症して吸い込みすらまともにできない状況にしてカービィをあと一歩というところまで追い込んだ。最終的には開放されたザ・ツインナッツの歌を聴いて戦闘をやめ、彼女らと共に故郷へ帰った。
ボンカース
声 - 飛田展男
第79話に登場した、星の戦士を夢見るゴリラ男。いかつい外見とは逆に性格は温和で素直、礼儀正しい。常に言葉を区切るようにゆっくりと喋る。元は遠い国のジャングルで生活していたが、捕らわれてサーカスの見世物にされてしまい、辛い日々を送る。ある夜、道化師がカービィのアニメのDVDを観賞しているのを見てカービィに憧れの念を抱き、弟子になるためにサーカスから脱走し、プププランドを訪れた。初めのうちはお辞儀をした時に背負っている巨大なハンマーがずり落ち、相手の頭を直撃していた（実際はカービィを探し尋ね回っていただけで、悪気があってやったわけではない）。カービィへの忠誠心をデデデに利用され、魔獣にされてしまうが、本来の優しい性格から魔獣になりきれず、ハンマーカービィに倒され正気に戻った。その後はカービィにいつか星の戦士になることを約束して村人たちに見送られながらプププランドを去った。
コックナゴヤ
声 - つボイノリオ
第86話に登場。コックカワサキの兄弟弟子。
オタキング
第89話に登場。アニメ『星のデデデ』の続編を作るべくナイトメア社からデデデ城に派遣されたアニメオタクの三人組（魔獣ではない）。典型的なオタクの容姿・性質を持ち、逃げ足が速い。四角いメガネをしているのがピギー（声 - 斉藤瑞樹）。バンダナをしているのがボニー（声 - 私市淳）。丸いメガネをしているのがスリーピー（声 - 関根一則）。
デデデを「オヤジ」と呼んで相手にせず、フームの寝室を盗撮するなどの「取材」を行った。翌日、フームへのストーカー行ために激怒したメーム、サト、メーベルを中心に村人たちに取り押さえられ警察署へ連行されるが隙を見てデデデ城へ逃走、デデデによって地下牢でのアニメ制作を強制される。オワルト・デゼニー（アニゲー）による騒動の間に完成させたアニメ『星のフームたん』は、主人公のフーム（をアレンジした萌えキャラ）が、盗聴したフームの肉声に合わせてポーズを取るだけというストーリー性皆無のアニメで、『星のデデデ』よりもひどい仕上がりであった。最後は鬼になったフームに追い回された。
オワルト・デゼニー
声 - 飛田展男
第89話に登場。世界的人気アニメ『マッチョーマウス』で有名なアニメ作家だが、本物は伝説の人となっており、プププランドに現れたデゼニーはナイトメア社の魔獣・アニゲー（後述）の変身した姿だった。
「オワルト・デゼニー」は「終わると出銭」を途中で区切って捩ったもの。
ターボ
声 - 私市淳
ビートの子分。第90話で崖に激突した。
アクセル
声 - 斉藤瑞樹
ビートの子分。第90話で岩に衝突した。

## 魔獣
主にナイトメアが創造したモンスターを指す。いわば生物兵器とも言い換えられる存在だが、明確な定義は決められていない。
ナイトメアに作り出されると、そのまま魔獣養成学校へと入り厳しいレッスンを積みながら凶悪な魔獣へと調教される。魔獣の大半は巨体で凶暴なものばかりだが、中にはある条件を満たさないと凶暴にならないもの（例、スカーフィ）や、逆にカービィと仲良くなる魔獣（例、ミニカルボ、ファンファンなど）も存在する。主人公のカービィや、銀河戦士団も元々は魔獣である(カービィはそう仄めかされているだけで魔獣だと決まったわけではない)。
顧客の身の安全を省みない者が多く、購入者のデデデたちが巻き添えを食らうのはもとより、建造物まで被害が及ぶことも珍しくない。
生まれたときから魔獣だったものがほとんどであるが、中には普通の生き物が憎しみや怒り、改造で魔獣に変化したケースもある（例、ボンカース、ナックルジョーなど）。しかし、この場合は強い物理的ショックを受けると元に戻ってしまう。また「契約魔獣」として、一般人もホーリーナイトメア社と契約して魔獣になったり、ナイトメア側に寝返った者もいる（例、チップ、ヤミカゲなど）。
鳴き声の大半は長嶝高士、飛田展男、細井治、水谷優子などが演じている。
ゲーム版キャラの魔獣はゲーム版よりも巨体になってる者が多い。
オクタコン
第1話に登場した最初の魔獣。普段は小さいタコの姿をしている。
ナイトメアの「魔獣配信サイト」からデリバリーシステムでデデデ城に取り寄せられ、デデデのペットとして飼われていたが、村長の牧場の羊を食い荒らしていた所を村人に目撃され、魔獣ではないかと疑われた。
普通のタコのように墨を吐くといったことはせず、口から火を吐き、催眠術で人を操り、小さい分身を出現させて攻撃する。遠い宇宙からやってきたカービィとの激しいバトルの末、ファイアカービィに退治された。
魔獣軍団
第2話の「魔獣配信サイト」にて販売されていた魔獣たち。全員名前不明。カスタマーに全員で襲うもデデデから「弱そう」と言われた。説明は以下の通り。
1 丸い体に一つ目がある。
2 ロボットのような外見で手がハサミになっている。
3 トゲを生やしたウニのような外見。
4 切り株のような体に黄色い眉とヒゲを生やしている。
5 緑の丸い体で4本の腕を生やしている。
6 紫の幽霊のような胴体に魔女の帽子を被っている。
7 サングラスをかけたタヌキのような外見。
8 しずくのような体に足を生やした外見。
ブロッキー
声 - 細井治、緒方賢一（CM）
第2話でカービィの家を壊すために送り込まれた横綱魔獣。はじめてCGで描かれゲームから出典した魔獣でもある。
力士のような格好に「横綱」という肩書きのとおり超ヘビー級で、その体重で吸い込まれることを防ぎ、その巨体に見合わない驚異的な跳躍力で敵を踏み潰す。しかしカービィの機転を利かせた作戦によって崖から落ちて4つに割れ、カービィはそのうち一つを吸い込んでストーンをコピーすることに成功。再合体してカービィに攻撃を繰り返すも、そのはずみでカービィ共々海に転落し、海の底深く沈んでいってしまった（この際一緒に落ちたカービィは海中で変身を解いて無事に浮き上がることができた）。その際、デデデはブロッキーが浮かんでこないことに泣きじゃくりながらエスカルゴンの頭を叩く羽目になっていた。
ふりかけ、カレー、お茶漬けのカービィシリーズ（丸美屋）のCMにも登場していた。これらをデデデの命令で奪おうとするが、それを無視してカービィたちと一緒に食べようとしていた。
昆虫魔獣 バグジー
声 - 長嶝高士
第3話に登場。クワガタムシのような姿をした大型の魔獣。カスタマー曰く「最強のグラディエーター」。二刀流戦法を得意とし、背中の翅による飛行も可能。また、武器を失っても即座に生成することができる。
メタナイトとの戦いで満足に剣も使えなかったカービィを倒すために呼び出され、初戦では巨大な剣と棍棒を振り回してカービィに襲い掛かった。剣を吸い込んでソードカービィに変身したカービィと、生成した更に巨大な長剣2振りで互角の戦いを繰り広げるが、最期は「ソードビーム」で真っ二つにされ爆発した。
クラッコ
声 - 神崎ちろ
第4話でデリバリーシステムを介さずに直接プププランドに現れた魔獣。アニメ版で初めて「最強魔獣」を名乗った敵でもあり、「暗雲魔獣」とも呼ばれていた。
デデデストーン
声 - 緒方賢一
第8話で登場した、自分を正式な王であると認めさせるために用意した石像の魔獣。デデデをそのままかたどった形をしている。
石碑に化けていたが、デデデの発掘を不審に思ったフームたちによって捏造がばれてしまい、追い詰められたデデデが魔獣を巨大化させた。
力にモノを言わせた直接攻撃以外にこれといった能力はない。その代わりカービィたちが足元にも及ばないほどの途轍もなく巨体で、加えて身体が石のため並大抵の攻撃が効かない。だが、デデデストーンの破片を吸い込み変身したストーンカービィがワープスターを利用し、頭上から直線状に貫いたことで崩壊した。
ローラ
声 - 神崎ちろ
ロロロとラララの前身となる魔獣。
飛ぶことしか能が無いとされ、攻撃能力がなかったことからナイトメア社に失敗作の烙印を押されていた。そのため、キッタリハッタリにロロロとラララに分けられ、デデデに売りつけられた。その際2匹分の代金を払わされ、騙されたと怒ったデデデは「召使いにでもしろ」と2人をパーム大臣に押し付けた。
体色は紫だったが、切り分けられた後ロロロは青、ラララは赤という体色になった｡体のサイズもロロロ、ラララよりも一回り大きい｡また、2つに分けられたショックで2人はローラだった頃の記憶は忘れていた｡
キッタリハッタリ
声 - 細井治
第9話に登場したロボットのような外見の魔獣で、値段は3980万デデン（カスタマーとデデデ曰く激安）。太陽と月（二つともゲーム『星のカービィ 夢の泉の物語』に登場したMr.シャイン&Mr.ブライトを模した物）をあしらった杖をもつ。ほとんど｢ギョイ｣としか喋っていないが、言葉を話せる。
月の杖は相手を切り分け、太陽の杖は切り分けられた物を繋げる事ができ、複数の人物を切り貼りすると頭部と胴体を入れ替える事が出来る。また、月の杖で1人の生き物を斬った場合、雄雌に分かれる。ローラをロロロとラララの二人に分割してしまったのも彼である。
キッタリハッタリ以外の人物も月の杖と太陽の杖を使用できる（ロロロ、ラララ、フームにも使えた）が、自身が撃破されると杖も消える。
自分を買い付けたデデデとエスカルゴンを実験台にして（実際は付属の解説ビデオを見るのが面倒くさかったデデデが、エスカルゴンでキッタリハッタリの能力を試そうとしたところ、自分も巻き添えを喰らった）、己の能力の程を実証した。その後デデデの遊び感覚につき合わされ村で一暴れした後、カービィを二つに分割してしまった。
城中を舞台とした追走劇の末、フームたちとロロロにラララ、二人のカービィの連携プレーで太陽の杖を奪われる。元に戻ったカービィに吸い込まれそうになるも持ち堪えて飛び掛ろうとするが、それはフェイントであり、転んで手放した月の杖をカービィに吸い込まれた。それによりカッターをコピーしたカービィのカッターブーメランで左腕を切断され、最期は撫で斬りカッターで真っ二つにされて爆発した。
撃破後、残された杖でリックとトッコリを元に戻し、ロロロとラララもローラに戻そうとするが、キッタリハッタリが倒された事で杖は消滅。しかしロロロとラララは分かれたままでいることを選んだ｡
ポポン
声 - 菅原淳一
第11話に登場した団子みたいに繋がった形をしたスライムのような魔獣。初めはカワサキの師匠・コックオオサカに化けてカワサキの前に現れるが、本物が大事にしていたフライパンを「汚い」と罵ったことから偽者だとバレてしまい、その姿を現した。
強力な酸になる自らの体の一部を発射する事で相手を攻撃したり、切られても自己再生する能力を持つ。最後はコックカービィの巨大フライパンによって宇宙へ放り投げられ、太陽の熱で揚げ物にされてしまった。なお揚げ物にされたポポンはかなりの珍味らしく、その一部を食べたデデデも「旨い」と絶賛するほどだった。ゲーム版と比べると遥かに巨大である。
催促魔獣ユーレイ
声 - 秋田まどか
第12話に登場。デデデの料金滞納に頭を悩ますナイトメア社が、エスカルゴンが幽霊の作り物を用いて自分を酷使するデデデを脅かしていたところに便乗して密かに送り込んだ幽霊型の魔獣。デデデを怖がらせて金目の物を要求し、それごと自身をデリバリーシステムでナイトメア社本部に転送した。
サスケ
第13話に登場した笠を着用している1頭身の姿をした花火職人魔獣。攻撃的な性格で、自分に文句を言ったエスカルゴンに花火を投げつけたり、自分に話しかけてきたデデデを無視した事をエスカルゴンに注意されると彼らに対して発砲したりする。
デデデの命令で年越し祭りのデデデを模した山車から花火を撃ち、爆弾を投げつけてカービィや村人らを攻撃していたが、花火を吸い込みファイアをコピーしたカービィに山車を破壊されるも脱出。それでも諦めず、エスカルゴンが製作した巨大なロケット花火「テッポードン」に自分の体をくくりつけた上で点火、カービィを宇宙の彼方まで飛ばそうとするが、爆発手前の所でカービィに吸い込まれ、変身したパラソルカービィに脱出されてしまい、作戦は失敗に終わった。
ゲーム版と比べると、パラソルをコピーできる事以外は設定が異なる。
ノディ
枕に潜み、その枕で眠った者に悪夢を見せる夢魔獣。第14話にて初登場し、正月明けにデデデが発売した枕の中に入れられており、何も知らない住民たちへ大量に配られた。その狙いは悪夢を見せて住民たちを洗脳し、カービィを追い出すことだった（しかし仕掛け人であるデデデたちも洗脳されている）。
第18話では、それを吸い込んだカービィを眠り病に落とし入れた（実際にゲーム版とは異なり、このアニメでは100年でも1000年でも眠り続けるため、スリープカービィへの変身はなかった）。その話ではピューキーという植物の花から生まれてくることが明らかとなり、魔獣たちの中では明確な生態が設定されている。
イヌ型電子ペット
声 - 水谷優子
第15話にて、「カービィには弟が必要」と考えたフームがカービィにプレゼントしたロボット犬。感情を表せるなどペットロボットとは思えないほど高性能。
その正体は「ホーリーナイトメア・トイズ」販売の玩具、いわばナイトメア社の魔獣であり、戦闘モード時に発揮されるパワーはデデデが用意した魔獣用の檻をも破壊するほど。
ペットロボットを手に入れようとするデデデが襲ってきたことでカービィと共に崖から転落。その末に海上で自爆装置が起動しカービィを巻き込もうとしたが、カービィと一緒に過ごしてきた思い出が走馬灯のように蘇り、最後はカービィを助けるべくわざとデデデに捕まり、カービィではなくデデデたちを巻き込んで自爆した。
明確な正体がわからないまま消えてしまったため、最後まで魔獣であったかは不明とされている。
ノーズマン
声 - 飛田展男
第17話で、エスカルゴンのヘソクリである指輪を見つけようとしたデデデが注文した魔獣。「I'm Noseman!」とだけしゃべる。探偵が被っているような帽子を身につけており、その大きい鼻であらゆる物を吸い込む。
命令通り指輪を集めてきたが、パームの指輪を探しに来たカービィとの吸い込み合戦の末に指輪は全て紛失。気に入らなかったデデデにハンマーで殴り飛ばされ、結局ナイトメア社から追放されてしまう。珍しく、実質デデデが倒した魔獣でもある。
ピューキー
前述のノディを生み出す植物で、花びらが放つ匂いには眠り病を治す力がある（カービィの場合は匂いでくしゃみを起こしてノディを吐き出させた後に目覚めた）。しかし真の姿は花びらを求めてやってくる者をおびき寄せ捕食する食肉植物である。
第18話にて花びらの匂いを直接嗅がされて目覚めたカービィは、ピューキーから生えたトゲを吸い込みニードルカービィに変身。発射されたトゲで動きを全て封じられた後、メタナイトが投げた松明で燃やされた。
ノディを生み出すものの、れっきとした植物なので厳密には魔獣とは扱われていない。
ナックルジョー（魔獣）
声 - 高山みなみ
第19話に登場したナックルジョーが変異した姿。
カスタマーはネットワーク上の自社のサイトに不正アクセスを試みたナックルジョーを捕らえ、詳しい事情を聞いた後に「無料でパワーをお分けします」と、彼にニードルの力を提供した。
怒りのままにカービィを攻撃し、一時は優位に立ったものの、カービィとの再戦で、最後は同じニードルをコピーしたカービィによって倒され、元に戻る。
序盤の電脳空間を移動できる能力はナックルジョーの魔獣化以前から備わっていたもので、魔獣としての力ではない。
チリー
声 - 水谷優子
第20話に登場した雪だるま。
アイスドラゴンが引き起こした雪の影響で生みだされ、その恩と引き換えにデデデからカービィを始末する命令を与えられたが、カービィと出会いすぐに仲良しになったことで、結局カービィを始末することができず、最終的にはデデデを裏切る。雪を生み出すアイスドラゴンが倒されれば自分は生きていくことができないと知ったうえで、自らを犠牲にしてカービィを助けた。
最後は元に戻ったプププランドの気候に耐えられず溶けてしまう。カービィはチリーが被っていたバケツで彼を日光から隠して流氷に乗せたが、その流氷もやがて溶け、チリーは完全に溶けてしまう。「きっと雪の降る北国で生き返る」とフームは考えた。
厳密には魔獣ではないと思われていたが、47話の魔獣カタログに載っていたので魔獣であることが判明。
第66話ではチリーの氷像が登場した。
アイスドラゴン
声 - 小松里賀（幼年体）
第20話に登場。暑さを嫌ったデデデが避暑を求めるべく注文した魔獣。
最初はカービィより小さい体だったが、後半では数十メートルほどに巨大化した。青い体色の1頭身ドラゴンという可愛い姿とは裏腹に能力は高く、辺り一帯の気候を雪国と同じに変えてしまう。冷凍ブレスの他に巨大化させた鋭い雪の結晶を吐き出すこともできる。外からの冷凍攻撃に強いが、機転を利かせたアイスカービィとチリーの連携プレーによって体の内側から凍らされ崩壊してしまう。
スッシー
声 - 飛田展男
第21話でヴィーに決闘を申し込んだデデデが相手をさせた巨大魚の魔獣。鳴き声は主に「マグローイカー!!」など寿司の名前。
身体が硬く防御力は高いが、攻撃手段には乏しく巨体と体重を生かした体当たりしかできない。それ故カービィとヴィーの協力攻撃の前にあっけなく敗れ、刺身にされる。
デデデは「スッシーちゃん」と呼んでいる。なお刺身になったスッシーの下敷きになった際には一部を口にしていた。
トルネイドン
声 - 神崎ちろ
第22話で登場した魔獣。ウミウシに恐竜の顔を掛け合わせたような姿を持ち、両手がプロペラになっており、竜巻を発生させて攻撃する。自身が巨大な竜巻となって突進も可能。
海の上で遊んでいたカービィたちを竜巻で吹き飛ばし、無人島へと漂着させた。その後追い討ちをかけるべくデデデたちと共に無人島へ上陸するが、トルネイドカービィとの激突の末に倒された。
イモムシの魔獣
声 - 長嶝高士
第23話でエスケル魔獣黄帝液の実験として魔獣化されたイモムシ。実験は成功したが、この魔獣がその後どうなったのかは不明。
ヤミカゲ
声 - 千葉一伸
24話に登場。元は銀河戦士団の忍者部隊に所属していた忍者だったが、ナイトメア社に寝返って魔獣となった。ベニカゲの成績表を忍者の秘伝の巻物と勘違いしたデデデが、巻物を奪取するために応召した。メタナイトをして「恐ろしい男」と言わせるほどの戦闘力を誇る。52話ではチョコエッグのフィギュアとして登場している。
ドリフター
第25話に登場した傘の魔獣。1つ目が付いている。
パーティーに参加した村人たちやエスカルゴンの母親などを無差別に攻撃した。大量に登場しカービィに襲い掛かるが、ドリフターたちのうちの1体を吸い込んだパラソルカービィに一掃された。
最後の一本を武器にデデデはカービィと戦おうとするが、大道芸投げを食らってそのまま花火と一緒に空に打ち上げられてしまう。それでもドリフターをパラシュート代わりにしたデデデだったが、余計なお世話とばかりにワドルドゥたちに次々と打ち上げられた花火でドリフターは傘の骨だけになってしまい、デデデはそのまま花火に吹き飛ばされた。
火炎魔獣 チリドック
声 - 飛田展男
第26話に登場。地獄の炎から生まれたとされる、赤い狼のような姿の魔獣。性格は極めて凶暴で、メタナイトやカービィらを圧倒するなど驚異的な強さを見せる。
サーモグラフィーのような視感と敏捷な身のこなしを誇り、口から吐き散らす高熱の火炎弾と前足の鋭い爪を武器とする。牙には魔力が込められており、刺した相手の意識を目覚めなくさせてしまう。
時々炎を補給しなくてはならない一方、その炎を消してしまう水が最大の弱点で、触れただけでダメージを受けてしまう。
銀河大戦の際にもメタナイトの命を狙ったが、川に落とされて撃退された。デデデに呼び出された際には命令を無視して暴走し、再びメタナイトの命を狙い、眉間に牙を突き刺して意識不明の状態にした。城が火の海になっている事に気付いたデデデの命令で行われたワドルディたちの消火活動により、炎を補給出来なくなった上に放水を喰らい城から逃走。その後、ソード、ブレイドの必死の働きによって川へ落とされた所をギャラクシアを手にしたソードカービィの「ソードビーム」を受けて真っ二つにされ爆発した。チリドックが倒されると同時にメタナイトに刺さっていた牙も崩壊し、意識も回復した。
ラブリー
声 - 水谷優子
第27話で登場。
もともとは森のウィスピーウッズの前に生えた普通の花だったが、ゴルフ場建設を妨害していたウィスピーを倒すためにデデデにさらわれ、ナイトメア社によって魔獣にされてしまう。改造されたあとは言葉を話せるようになり、ウィスピーから養分を奪って枯らそうとする。
その真実を知ってもなお、ウィスピーはラブリーを攻撃する事ができなかったが、森の木々たちの自分に対する思いを聞き、カービィに討伐を依頼する。
戦いになると刃物のように変質した花びらを放ち相手を切り裂く他、花びらをまとって頭部を守る事もできる。最期はカッターカービィの一文字切りで倒されるが死の間際に正気を取り戻した。
その後、彼女のいた場所では魔獣化する前と同じ花が咲き乱れた。
ムッシュ・ゴーン
声 - 千葉一伸
第29話に登場した優秀なシェフ魔獣。普段は1頭身の姿だが、本当の姿は縦長の胴体に6つの腕が生えたムカデのような体を持ち、それぞれの手に異なる調理道具を装備している。
カワサキの料理の不味さに辟易したデデデが「新しい店を作る」と注文、わざわざ向かい側にフランス料理の店を建てることでカワサキの店を潰そうと画策した。
狙い通りカワサキの店は閑古鳥が鳴くほど寂れるも、彼を手伝っていたカービィの失敗から偶然できた激辛ラーメンが一大ブームを巻き起こし、カワサキとの間で激辛を競ういたちごっこを繰り広げた。
そしてブームに見切りをつけると、カービィに見立てたシャーベットに薬を入れて村人たちを洗脳し、デデデの命令でカービィを調理しようと襲い掛かる。
一流のシェフ（メタナイト曰く「名うての料理人」）ゆえに同じ料理人(を真似た)のコックカービィに対し優位に立ち圧倒、カービィをドライアイスボールに入れて凍らせようとしたが、カワサキの渾身作「激辛カレーカワサキホットスペシャル」を食べたカービィが余りの辛さに炎を吹き荒らしたことで、何も出来ずうめき苦しみ店と共に燃え尽きた。
この際、結果的にコピー能力を用いずに倒したことから、第64話で開催されたクイズ大会では「ひっかけ」問題として出題された。
ガルボ
声 - 飛田展男
第30話でカービィを倒しにきた火炎魔獣。
カービィは、ミニガルボと同じ姿のこの魔獣を攻撃できなかった。父親か母親かは不明。
ミニガルボが自分の下へ戻ってくることを望んでいたが、育ての親のカービィ側について攻撃してきたことで逆上し、ミニガルボのそれを上回る炎ブレスで一蹴。これが原因でカービィの怒りを買ってしまい、内側からファイアー能力の炎で膨張し、爆発して倒された。
ここまでカービィを本気で怒らせた魔獣は、作中ではガルボだけである。
本来は『星のカービィ3』に登場した「バーニング」の能力を持つザコ敵だが、今作では後の『星のカービィ Wii』、『星のカービィ トリプルデラックス』に登場したガルボロス系のような巨大な姿となっており、直接ではないものの、コピーした能力もファイアとなっている。
ミニガルボ
声 - 水谷優子
第30話で、デデデがおいていった卵から生まれた。火炎は吐けるが、劇中では親ガルボにしか使用しなかった。
性格は自分勝手で我儘、店を荒らしたりしていたが、これはカービィがミニガルボをきちんとしつけなかったことが原因にある。
実はカービィにミニガルボの世話をさせ、愛着がわいたところで大人のガルボを送り込み、カービィを倒させるナイトメアの作戦だった（カスタマーサービスいわく「可愛さのあまりわが子をしつけできない親は悪人を育てるようなもの」）。だがカービィに世話をされたミニガルボがカービィの味方をしたため、怒ったガルボの攻撃を食らい黒焦げにされるが、戦闘後に脱皮のような形で復活した。
以降は再登場することなく、第30話のみのゲストキャラ。
デデデ像（デデデ陛下像）
第31話に登場した特別メカ製の巨大なデデデの像。デデベガスのアトラクションである「ホーンテッドシャトル」で行き着いた水場から現れカービィたちを踏み潰そうとした。5体ほど配備されていたがメタナイトとソード、ブレイドによって全て破壊された。（デデデ曰く、「大王像が大往生」）
ウォーキー
声 - 水谷優子
第31話に登場したマイクの姿をした拡声魔獣。ステージに模した転送システムの上でカラオケ大会を催し、カービィが台に乗った瞬間にナイトメア社に転送させてしまうという作戦のために呼ばれた魔獣。
だがこれが仇となってマイク能力をコピーされ、カービィの猛烈な歌による城と戦線の崩壊を招く。カービィもろとも城に送り返された後、カービィの姿を見るや即座に逃げ出した。
ドラゴン型魔獣、プテラノドン型魔獣、アンモナイト型魔獣、タツノオトシゴ型魔獣、アザラシ型魔獣、アルマジロ型魔獣、ムカデ型魔獣
カービィをデリバリーシステムの転送台に乗せ、送られた先にいた魔獣たち。正式名称は不明。
カービィを倒そうと待ち構えていたが、マイクカービィの歌で全滅した。
ハーデー
声 - 飛田展男
第32話でヤブイの下手糞な虫歯治療を受けるのを嫌がったデデデが呼んだデンタル魔獣。非常に腕がよいため10秒足らずで終わるが、麻酔なしということで結局デデデに逃げられてしまう。
悪い歯を見ると強制的に治療を行うが、「治療、無料～」と代価を取らない。
デデデと同じく虫歯になっていたブンを治した。その後、治療を嫌がったデデデがカービィを身代わりにしたことでカービィを無理矢理治療しようとするが、歯がないカービィの前に断念。結果的に悪事を働く事はなかったが、フームとブンがカービィに吸い込みの呼びかけを行い、それによりトルネードをコピーしたカービィに宇宙の彼方まで吹き飛ばされて、「歯〜磨けよ〜」と言い残して退治される｡
結果、デデデはヤブイのところで治療を受ける羽目になり、鎖をグルグルと巻きつけられて悲鳴を上げるというオチとなった｡
ファイアーライオン
第33話で宇宙人が作ったゴミの山を燃やすべく、デデデがナイトメア社のコンピューターにハッキングして呼び寄せた燃えるライオンの魔獣。
身体そのものが炎で出来ており、一切の火炎攻撃を無効化するが、機転を効かせたファイアカービィによって体内に大量の炎を吹き込まれ、海に放り投げられて退治された。
外見はゲーム版と比べると近年のデザインに近い。
モロコシン
声 - 長嶝高士
第34話に登場。見た目はトウモロコシそのままで、黒い目と手足がくっついたような魔獣。額にバンダナを巻いている。
ふとしたアクシデントで「ギジラエキス」を飲み込んだカービィはデデデらを食べ物と勘違いし襲い掛かり、カービィに追われたデデデが緊急で注文した。
髪の毛に見立てためしべを自在に操る力を持ち、モロコシンの実が口の中に入るとポップコーンのように弾けて内側からダメージを与える。これに対しカービィはカワサキのフライパンを吸い込みコックカービィに変身。カービィはフライパンを投げつけモロコシンの実をほとんど削げ落としたかと思うと、フライパンでその実を炒め始め、大量の実は全てポップコーンと化して会場中に溢れた。
ホウキング
声 - 伊倉一恵
第38話に登場。最初は作家のローリンに化けており、「お金のために作家になった」などと夢の無い嘘の半生を語った。
ププビレッジの住人を操りカービィを攻撃させたが、メタナイトに連れられ本物のローリンが出てきたことで本性を現した。
ゴミを噴き出して攻撃するほか、小さな大量の箒を操り、敵を異次元空間に放り出すこともできる（こちらは劇中では未披露）。
クリーンカービィによって追い詰められ、最後は逃走を図ったところをカービィのダメ押しで倒された。
ボーキャック
声 - 大本眞基子
第39話でデデデが注文を間違えて送られてきた。
とても小さいが、取り付いた相手に関する記憶を周囲の人々から消し去るという能力の持ち主。しかし、記憶がなくなっても写真には写るため対象者の痕跡や存在そのものは完全に消えるわけではない。
エスカルゴンに取り付き、周囲の人々の記憶から抹消してしまったが、彼の存在に気づいたメタナイトたちの作戦で追い出された。その後カービィにも取り付いたが、オチで吐き出されて画面の外へ消えた。
第46話では、お化け屋敷の目覚し時計の部屋で、ランプとしてこっそり再登場している。
ザコ魔獣たち
声 - 吉田小百合、秋田まどか、他女性声優たち
第40話でナックルジョーの「魔獣てんこ盛りサービス」の一環として送られてきた、「質より量」の弱々しい魔獣たち。カービィやメタナイトに蹴飛ばされただけで倒れた。
最強魔獣 マッシャー
第40話に登場。ザコ魔獣たちに見切りをつけたナックルジョーが出動を要請した、ロボットタイプの魔獣。
甲冑を纏った騎士のような姿をした巨体を誇り、巨大な鎖鉄球を武器とする。足裏には低い機動力をカバーするための噴射口が装備されており、空中浮遊しながらの強力な回転攻撃を行う。
ナックルジョーとの最強タッグでカービィを窮地に追い込むも、当のナックルジョーの目的はナイトメア社の秘蔵の主力でもあるマッシャーをおびき出して倒す事であった。魔獣ハンターとしての素顔を見せたナックルジョーとファイターに変身したカービィのコンビネーションで逆に窮地に追い込まれ、最後は二人が繰り出した必殺技「ライジングブレイク」に敗れた。
本来は『星のカービィ2』に登場した中ボスクラスのザコ敵だが、作中ではその面影が無いほどに強化されていた。
パワードマッシャー
第65話に登場。かつてカービィとナックルジョーによって倒されたマッシャーを、ホーリーナイトメア社が強化再生させたもの。
以前と違い声を発しなくなった。更に巨大化し装甲も余すところなく強化されており、胴体から足まで一切の物理攻撃が効かない（それ故、自身の障害にも足り得ないソードとブレイドを無視した）。弱点と思われる目を攻撃してもシャッターで遮断するなど、防御面でも大幅な向上が成されている。特徴である巨大鉄球や怪力も健在で、更に背中の噴射口と新たに装着したウィングを広げて空を飛び、ウィングからエネルギーを収束した後、周囲を跡形も無く吹き飛ばす強力な光線を照射する。
劇中では魔獣の一個師団を率い、謎の惑星にてナックルジョーと対峙。手負いのまま逃げ失せたナックルジョーを抹殺すべく火の玉と化してポップスターに到着し、カービィらを苦しめた。凄まじい威力の光線で力の圧倒的差を見せつけたが、最後は切り札の腕輪型ブースターを装備したナックルジョーが打ち出す強大なパワーと、マッシャーが放つ光線の相殺合戦にもつれ込む。最終的にはウィングが耐え切れず崩壊し、光線が停止。即座にナックルジョーの攻撃が直撃し、長い死闘の末に破壊された。

レイゾウ
声 - 神崎ちろ
第41話で登場した冷凍魔獣。水色のマンモスのような姿をしていて、鼻から強力な冷気を噴き出し相手を攻撃する。多少は知能も持ち合わせているらしく、ただ単に冷気を噴き出すだけでなく、その攻撃で天井に氷柱を作りカービィの真上に落として攻撃した。また、冷気が強力すぎるためカービィには吸い込む事が出来ない。
「巨大な燃えるカービィに襲われる」という悪夢に悩まされ、カービィに恐怖心を抱いたデデデが、ブンの悪戯によりその恐怖心が爆発、カービィを凍らせるために呼び寄せ、カービィを凍らせようとしたが、窮地に陥ったカービィがメタナイトが投げた松明を吸い込み変身したファイアカービィに倒され、溶解して大量の水となった。
アモン
声 - 飛田展男
第43話に登場。普段は人語を理解する目つきの悪い羊だが、魔獣になると巨大化し、2本の大きな角をドリルのように回転させることができるようになる。巨体を生かした突撃戦法を得意とするほか、角は飛び道具として発射する事もできる。
元々はレンの所で飼われた普通の羊で、数年前デデデに料理されそうになったとき、間一髪のところで脱出し、プププランドの人々に復讐するため奥地で修行を積んでいた時ナイトメア社の雷に打たれて魔獣へと変貌した。再びププビレッジに帰ってきた時は普通の羊に紛れ込んでいたが、時期を見計らったかのように本性を表し、「食われるだけの従順な羊ではなく狼として生きろ」と他の羊たちを扇動、村人たちに対して反乱を起こし、家畜だった動物たちが人を家畜として扱う独裁社会を打ち建てようと目論んだ。
アモンの角からニードル能力を得たカービィを後一歩のところまで追い詰めるが、間一髪でフームが吹き鳴らした角笛の音で羊たちは我に帰り、家畜としての習慣に従って羊飼いのもとに集う様子を目の当りにして「所詮羊は羊」と怒りを鎮めると同時に魔獣化からも抜け出し、再び牧場で暮らす羊を見て「羊には羊の幸せがある」と悟り、今度こそ自由な狼として生きるために奥地へ帰っていった。
アモンによる扇動が無い時に羊が怒ったのは、43話以外では39話と54話のみ。39話ではエスカルゴンを、54話では自分たちに攻撃してきたキハーノを体当たりで吹っ飛ばした。
粒子の幽霊
第45話、第46話のお化け屋敷に登場した魔獣。正式名称は不明。屋敷に入ったフームとカービィの前に集団で現れて付き纏った。壁を通り抜け、鎧に入り部分的に操る能力がある。
ガボン
声 - 飛田展男
第46話でお化け屋敷の中に登場。頭に骸骨をかぶり両手に骨を持っている。その骨をブーメランのように飛ばして攻撃する。身体は小さいが「スカ」のため吸い込む事が出来ない。ファイアカービィによって屋敷ごと燃やされた。
このアニメで初めて登場したスカキャラである。
シャーボン
抽選で選ばれた一般視聴者の考案による、第46話で登場した魔獣。デデデにシャボン玉を吹きかけて脅かした。画面に映っていた時間はわずかに15秒程度だった。
カービィがこれを吸い込むとオリジナル能力「バブルカービィ」にコピーできるという設定も付属されていたが、劇中では使用されなかった（この能力は後に『星のカービィ 参上! ドロッチェ団』で、外見や能力などは全く違うが登場している）。
ホームヘルパーロボ
声 - 長嶝高士
第47話でクビになったワドルディの代わりにナイトメアから買われてきたロボット。正方形の鉄箱にキャタピラと3基の指を有した2本のアームを装着した形状で、頭部のハッチは洗濯、掃除といった家事に関する多くの機構を持ち、家事全般を苦も無くこなす優秀なロボット。
一見すると害は無さそうだが、非常時には目の部分からビームを放つなど戦闘用の兵器が内蔵されている。キャタピラから2足歩行へ切り替えた人型形態・ダンガムに変形することが可能で、変形終了時には「ダ〜ンガ〜ム」の掛け声を叫ぶ。
ワドルディたちをリストラに追い込むほど優秀な働きを見せ、デデデに気に入られるようになる。しかし実はデデデに踏み倒された借金を回収する密命を本社から受けており、肩代わりとしてエスカルゴンの宝石を盗み、デリバリーシステムでナイトメア本部に転送していた。デデデたちに犯行の場面を目撃され、口封じのため戦闘モードを発動して破壊活動を始める（魔獣としての本性を現したとも取れる）。更にダンガムへ移行して大暴れするも、城の異常を察知して駆けつけてきたワドルディたち（とその中に混じっていたカービィ）の激しい抵抗を受け、ストーンカービィに地面にめり込まされた所をワドルディたちにより工具でバラバラに分解され、再びストーンカービィに踏み潰され破壊された。
ファイアゼリー
第48話で観光客に刺激を与えるために買った魔獣。
初めは野球ボールくらいの球形カプセルに入れられているが、溶岩の中に落ちると殻を破り、そのエネルギーを吸い込んで巨大化、炎で出来たクラゲのような姿になる。
二本の触手の先から炎を撃ちだして攻撃する。
同じ炎そのものの体を持つファイアーライオンと違い、炎を浴びれば浴びるほどパワーアップする反面、チリドック同様冷却系統に対する耐性がとても低く、少し冷やされただけでも縮んでしまう。
最初は自分の火の玉を吸い込んで変身したファイアーカービィを相手に、逆に炎を吸収してさらに強く巨大になり優位に立つが、観光客らの水筒の中の氷を吸い込んだアイスカービィによって、極限まで冷やし固められ、粉々に砕かれた。
デンジャラスボム
声 - 水谷優子
第51話に登場した最強魔獣。爆弾を無尽蔵に造る力を持ち敵味方構わず爆弾をばらまく危険な魔獣で、「デンジャー」と鳴く。
フームら村人たちが、カービィが村に来て一周年になるのを記念してパーティの準備をしているのを見たデデデが革命を起こそうとしていると勘違いして注文、その後デデデが注文したケーキの中に隠れており（ケーキ自体はカービィをお祝いするために用意したのだが、その前に魔獣を発注していた事を当人はすっかり忘れていた）、無差別に爆弾をばらまき続けたが、ボムカービィとの爆弾合戦の末、投げつけた巨大爆弾を投げ返され倒された（この時、胸にかけていた襷だけは残った）。
フィギュア魔獣
第52話でデデデがフィギュア入りチョコカプセルブームに便乗し、第2弾としてガングたちを利用し、発売させたもの。月の光を浴びることで大きくなり動き出す。
「質より量」という点は前述したザコ魔獣たちと変わらないが、攻撃性ではこちらの方が強い。だがキャピィ族の住民たちにも簡単に倒せる程度であり、エスカルゴンに激突した時点で消滅するほど脆弱。
カンフー・リー、ボクサーダイソン、カラテキッド、タイキョクロウジン、ヤンキーセキトリ
声 - 水谷優子（リー）、長嶝高士（ダイソン）、瀧本富士子（キッド）、関根一則（ロウジン）、私市淳（セキトリ）
第52、53話で登場。チョコカプセルのレアおまけとしてプププランドに現れた。レアものだけあり、前述のフィギュア魔獣よりははるかに強い。
名前の通り、それぞれがカンフー、ボクシング、空手、太極拳、相撲を得意としている（ただし、カービィにファイター能力を得させるための前哨戦では、全員がビームのような波動で攻撃する描写があった）。
デデデはルール完全無視のデスマッチ方式による大会を開き、この5人の魔獣たちを1体ずつカービィと闘わせる提案を取ったが、いずれも相手の戦闘スタイルに適応したファイターカービィにことごとく倒された。
カザグルー
声 - 飛田展男
第54話に登場した魔獣。風車のような姿をしており、「グル〜」としか喋らない。
戦力は両手から放つ鉄製の手裏剣と、羽根車を回転させて起こす暴風。また、羽根車の羽を裏返すことで鏡にもなる。
デデデがキハーノへの仕返しに注文し、（戦闘面で素人の）キハーノに対して圧倒的な強さを見せつけ、更にキハーノに彼自身の本来の姿を見せることで精神的ショックを与えたが、鉄の手裏剣を吸い込んで変身したミラーカービィの「ミラー分身」で撹乱させられ、最期は「ミラー斬り」を受けて倒された。
トゲイラ
声 - 飛田展男
第55話冒頭でデデデが注文した魔獣。ウニのような外見で、身体の中は煮えたぎったマグマのような液体で満たされている。
「愛の魔獣」と呼ばれ、取り付かれた者は愛情溢れる優しい性格になり、何をされても一切怒らなくなってしまうが、それは怒りのエネルギーを集めるための偽りの姿で、真価は宿主が暴力などを受ける度に魔獣の怒りのゲージを溜めることにある（カワサキの劇的に不味い料理を食べた時でも怒りのゲージが溜まった）。
そして、その許容値を越えると宿主の怒りが爆発してしまい、その怒りは同時にトゲイラの主力となる攻撃「トゲミサイル」のパワーになる。このミサイルはただ直線状に飛ぶだけでなく、トゲイラの意思で目標物を追跡させることも可能な他、宿主の怒りのパワーで凄まじい突進もできる。
出現後はデデデの怒りから得た高火力のトゲミサイルで容赦ない爆撃を仕掛け、トゲミサイルを吸い込んだニードルカービィとの激しい空中戦では互角以上の力は見せたが、最期は機転を効かせたカービィに自ら全弾発射した大量のトゲミサイルを誘導され自爆した。
スカーフィ
声 - 秋田まどか、水谷優子、小松里賀、吉田小百合、飛田展男、大本眞基子
第56話でデデデが取り寄せた高級ペット。
顔付きは可愛らしいが、専用の餌を食べると凶暴な魔獣（ゲーム版の一つ目の形態）へと豹変する。デデデに甘やかされて育てられているためわがままで意地汚い性格。
ゲーム版と同じようにカービィの吸いこみは通用しない（その場でじっと耐えるのみで、ゲーム版のように吸引力を無視して襲い掛かることはしない）。また、噛み付いたカービィに痣を残すぐらいには歯も鋭い。
最初は4匹だったが、ペットへの愛情が冷めたうえエスカルゴンから餌代等が高すぎることを指摘され、怒ったデデデに森の中へ捨てられた後、子供を生んで20匹以上に増殖、レンの羊を喰った後、次はカービィを食べようと村中を荒らしながら追い回し、とうとうデデデ城まで侵入、デデデとエスカルゴンがスカーフィの群れをなだめようと餌の骨に誘導したのが仇となり、凶暴な魔獣に豹変して窮地に陥らせるも、デデデのハンマーを吸い込んだハンマーカービィの攻撃で、骨を吐き出させられて正気に戻った。その後も増殖は止まらず、最終的にカスタマーですら返品代金を請求するほどの数に膨れ上がった。
パワーストマック
声 - 細井治
第57話のパイ投げ合戦でデデデがカービィに仕返しするために注文した魔獣。パイにフライパンを持った手が5本付いたような姿。敵味方見境無く無差別に攻撃を加える。
フライパンの中にありとあらゆる種類のパイを作り、それを投げつけて攻撃するが、元々投げるためだけに製造されたパイなので味は最悪であり、不味さに定評のあるコックカワサキの料理をも喜んで食べるカービィでさえ食べるのを頑なに拒絶するほど。ただしパイ専門家としての誇りだけは持っており「まずい」と言われると怒って暴走する（メタナイトが言った「やばい」という意味の「まずい」に対しても反応していた）。
実はパイ魔獣というのは仮の姿に過ぎず、本当の姿は胃袋そのもので（名前の「ストマック」とは胃袋の意味）、デデデとエスカルゴンもろともカービィを飲み込み、胃液で消化しようとしたが、デデデが「備えあれば嬉しいな（『備えあれば憂い無し』の言い間違い）」で隠し持っていた爆弾を吸い込み変身したボムカービィによって体内に大量の爆弾をばら撒かれ、内側からの爆発に耐え切れず破裂した。
キョウシイ
声 - 飛田展男
第58話で登場した魔獣。「スパルタ」と書かれた服を着て教鞭を手にした中華風の姿で、「仰げば涼しい」の掛け声しか喋らない。当初は教師の帽子に扮しており、これを被った者は厳格かつデデデ寄りの教育を押し付けるスパルタ教師に変貌した（効果があるのは装着中だけで、外すと正気に戻る）。カービィの吸い込みを無効化する特性も有する。
原因に気づいたフームによってバレそうになり、カービィによってメーベルから取り払われた後フームが被ってしまい、例によってスパルタ教師に変貌させたが、ブンに蹴り飛ばされたことで正体を現しカービィと対峙、カービィの吸い込みも効かずに攻撃し続けたが、カービィに攻撃用のチョークを吸い込まれてファイターカービィに変身させてしまい、ライジンブレイクで空高く打ち上げられて落下し、小学校ともども爆散、その際にデデデは「うわ～ん！またガキどもが威張るぞい…」と大泣きした。
ガーニー
声 - 飛田展男
第59話に登場したカニ型の魔獣。戦闘力は低く、両腕のハサミしか攻撃手段を持たない上に、普通のカニと同じく横歩きしかできない。
デデデはテレビ番組「直撃! 晩ごはん」のロケでボルン宅を訪れタラバガニの甲羅焼きを提供されるが、高額賞金の支払いでデデデが破産することを恐れたエスカルゴンが唐辛子を混入させて台無しになったため、それを目撃したデデデが逃走するエスカルゴンを捕まえて「ワシに恥を嗅がせおってぇー!!」と唐辛子の缶を取り上げた後に「くだらん心配などしおって、超豪華なカニ料理を食い損なったぞい！」とエスカルゴンの口に唐辛子を勢いよく入れて火に噴かれた後「カニ料理を食わせるぞい!!」と激怒する。代わりの食用カニをナイトメア社に注文したが、その際デデデの要求したカニを食用ではなく魔獣とカスタマーサービスが勘違いしたのか、到着したのがこの魔獣であった。
その後デデデを捕まえ、ハサミで真っ二つに切ろうとするも、「直撃! 晩ごはん」の番組を二度とやらせないとデデデに約束させたフームの指示で変身したコックカービィと対峙、上記の欠点が命取りとなってあっさり敗北、真っ赤な茹でガニにされてしまい、オチでカービィに吸い込まれた。
キリサキン
第60話で登場した魔獣。紫色の体毛で、ゴリラに似た風体で額には角があり腕は鎌のようになっている。鎌は折られてもすぐ元通りに再生するため盾にもなる攻防一体の武器でもあり、高速で走りながらも正面からのミサイル、マシンガン攻撃を回避するなど、巨体に似合わぬ高い敏捷性を持つ。遠距離からの攻撃手段を持たない代わりに、その俊敏性とパワーを利用した接近戦は「最強魔獣」の名を冠するマッシャーにも引けをとらない。
銀河大戦中に宝剣ギャラクシアを奪い、闇の洞窟にギャラクシアを隠して眠りについた後、ギャラクシアを奪還しに来たメタナイト、ガールードを迎え撃ち、戦いの最中に命の危険を冒しながらもギャラクシアをメタナイトに託した彼女を殺害、当時のメタナイトの力を以ってしても完全に倒し切れなかったらしく、第60話にてシリカに命を狙われていると勘違いしたデデデによって取り寄せられ登場、ギャラクシアを狙い再びメタナイトたちの前に現れ、力任せに凄まじいパワーを振るいながらシリカ、ソードとブレイドをあっさり蹴散らし、ソードカービィとの戦闘でも折られた自身の鎌を再生して力任せに攻撃、剣を叩き折るほどに追い詰めたが、シリカ、メタナイトの活躍でギャラクシアを手にしたカービィの放った「ギャラクシアソードビーム」の一撃によって両断され爆発した。
マッチョサン
声 - 飛田展男
第61話でデブリチンを含むポテトチップスを食べて、異常なまでに太ってしまったデデデにダイエットをさせるために呼ばれて来たエアロビクスのインストラクター。太ってしまったデデデとカービィを参加させて、歌いながらエアロビクス（フーム曰く「完全にリンチ」）を繰り広げた。
実はカービィを倒す任務を受けた魔獣で、拷問同然のエアロビクス（なぜ味方であるはずのデデデまで拷問したかは不明）で疲労困憊させたところに止めを刺そうと企むが、止めの攻撃でカービィがポテトチップスを吐き出してしまい、カービィを元に戻してしまう。
装着していたマイク付ヘッドホンがカービィに吸い込まれ、変身したマイクカービィの歌に耐え切れず爆発した。
元はアニメオリジナルのキャラクターであったが、後にゲーム作品『あつめて!カービィ』のミニゲーム「カービィマスター」で登場。
風邪ウィルス魔獣
第63話でデデデが「馬鹿は風邪を引かない」と言われ、様々な方法で風邪を引こうとして全部失敗した末に注文したウィルス魔獣。
この魔獣を飲んだデデデは案の定風邪をひき、後に風邪の辛さに耐えかねてマイクロナイザーで小型化したカービィに駆除させようとしたが、その途中で思わずくしゃみをしてカービィを吐き出してしまったせいで失敗に終わった。エスカルゴンがデデデに咳された際「こっち向いて咳しちゃ嫌でゲス。うつされちゃたまらないでゲスもんが」と言い団扇で叩いた。
デデデ本人は次の話では完治していたが、この魔獣がその後どうなったのかは不明。
グレ、ヨタ、バンチョー
声 - 瀧本富士子（グレ）、私市淳（ヨタ）、飛田展男（バンチョー）
第67話でデデデ帝国大学付属小学校の優秀（不良）生徒として呼ばれてきた魔獣。
魚の鰭（ひれ）のようなモヒカンで竹刀を持つのがグレ、髪が紫でグラサンをかけ武器に分銅鎖を隠し持っているのがヨタ、ブルドッグの顔をしていていかにも番長のような服装をしており、3人の中で体格が大きいのがバンチョーである。
デデデは新たに学校を建設する際、適任の教師としてフームを指名。しかしこれはデデデの策略であり、真の目的は不良魔獣であるグレたちの素行の悪さを利用することで、それらに正当な教育的指導を下せない(ようにチャンネルDDD上では表現されていた)彼女に、「教師失格」という屈辱的なレッテルを貼り付けるというものだった。
学校はグレたち不良の横暴によって荒廃、崩壊寸前となったが、空手の修行を積んで学校に戻ってきたフームの活躍により全員成敗された。
その後はフームへの逆襲のために合体し、6本の足が生えたトーテムポールのような姿になり、体当たりしたり、モヒカン状の触手を鞭のように操ったり、口内からペンチやスパナなどの物を吐いたりして攻撃するようになる。フームに仕返しをした後、ヤケを起こしたデデデが仕掛けた電撃デスマッチの中でファイターカービィとの戦いを繰り広げた末、最期はファイターカービィのライジンブレイクが致命打となり爆発した。
デリバリーマン
声 - 銀河万丈
第68話でカワサキの店が宅配を始めた際、カービィが配たちを任されたチャーシュー麺が全く届かない事に腹を立てたデデデがよこした魔獣。ヘルメットをかぶりバイクに乗っている。
スピードを活かした体当たりを得意とするほか、バイクにはバズーカ砲が内蔵されている。出前に関してはどんな距離でもたった数秒で配たちする驚異的能力を誇るが、カワサキがデデデたちのイタズラ電話に気づかないまま無差別に大量の料理を配たちさせた 事で苦情が殺到し、宅配サービスは頓挫。
その後ジェットカービィと激戦を繰り広げ、最後はジェットクラッカーの直撃を受け破壊された。
モギー
声 - 飛田展男
第70話に登場したモグラ型の魔獣。デデデがジムコリート卿の宝を奪うため、デリバリーシステムの予約配信機能を利用して呼び出した。鋭い爪と鼻のドリルが武器。
その外見通り、地中からの攻撃を得意としカービィを翻弄するが、ミラーカービィの連続ミラー切りで真っ二つにされた。
スクイッシー
声 - 飛田展男
第73話で登場したイカ魔獣。触手を鞭のように使って相手を打ち据える他、イカスパークという電撃技も持つ。触手を回転させて空を飛ぶこともできる。
デデデがカービィに焼き芋を食わせてシャックリ状態にしたところへ送り込み、シャックリのためコピーができないカービィを一方的に痛めつけ、一度は黒焦げにして気絶させたが、フームの作戦でカービィが意識を取り戻すと同時にシャックリが治ったカービィにスパークをコピーされて反撃を受け、逃走を計るも、スパークの直撃によって墨を撒き散らし爆散、最終的にイカの切り身と化した。
このバトル中およびバトル終了時デデデとエスカルゴンは、イカに関したオヤジギャグを連発していた。
尚、ゲーム版では跳ねるだけのザコ敵で吸い込んでもスカだったが、アニメではボス敵並に強化されコピー可能な能力も付与され、巨大化前の姿はゲーム版に準じたものだが巨大化後はゲーム版よりもかなり大きい。
手型魔獣
第74話でザ・ツインナッツを誘拐した謎の手。正式名称は不明。
ドクター・モロ
声 - 中博史
第75話で登場したDNA研究のスペシャリスト。見た目は研究者だが、正体は魔獣であり、第76話では掛けている眼鏡の形状が鋭くなり、髪の毛が逆立ち、鋭い爪と牙が生えるなど魔獣としての本性を現した。
デデデが恐竜を復活させるために呼びよせ、カービィやフームたちと恐竜復活の研究を進めたが、実は始めから恐竜を復活させるつもりは全く無く、本当の目的は村人たちのDNAを使ってキメラ恐竜を造ることであり、更にカービィのDNAを手にいれて強力な恐竜魔獣を造り出そうと目論んでいた。
最終的に第76話で自身の研究所や恐竜魔獣もろともクラッシュカービィに吹き飛ばされて消滅した。
キメラ恐竜
声 - 大本眞基子、緒方賢一、龍田直樹、吉田小百合、小松里賀、水谷優子、飛田展男、長嶝高士、私市淳
第76話でモロがカービィ、デデデ、エスカルゴン、フーム、ブン、サモ、レン、ボルン、メーベル、カワサキのDNAを採取して造った恐竜型の魔獣たち。カービィ型の恐竜は「カービィザウルス」、デデデ型の恐竜は「ディーレックス」、エスカルゴン型の恐竜は「ゲスカルサウルス」、ボルン型の恐竜は「ボルントサウルス」、カワサキ型の恐竜は「カワサキリュウ」、その他の恐竜は「村人恐竜」と命名された。実態はある意味でクローンに近いものであるため、それぞれの性格をとても反映しており、カービィザウルスに至っては他の恐竜より強力で本物と同じくコピーも使える。
クラッシュカービィの攻撃で一瞬にして白骨だけとなったが、カワサキリュウとカービィザウルスだけは骨すら残らず完全に消滅した（このことからカービィの体は骨がなく筋肉だけでできていることが示唆されている）。
ペイントローラー
第77話で自分の芸術センスの無さを村人たちに笑われ激怒したデデデが注文したお絵かき魔獣。描いたものを実体化させる能力を持っている。
ゲーム版で登場したキャラクターであるが、絵を描くのにクレヨンを使っていたゲームと違ってアニメではペンキ（らしき塗料）とハケを使う。
ペイント能力をコピーしたカービィとの戦いでは、爆弾を実体化させて大爆発させようとしたが、カービィが描いた巨大なミサイルの攻撃（英語版Kirbyのロゴ付き）を受けミサイルと自分の描いた爆弾の爆発によって倒された。
エスカルゴン・ロボ2
声 - 緒方賢一（変身前） / 龍田直樹（変身後）
第78話に登場。元々はエスカルゴンが自分の代わりに、人使いが荒いデデデの身の回りの世話をさせるために製作した「エスカルゴン・ロボ」だったが、デデデの乱暴な取り扱いでことごとく破壊されてしまい、エスカルゴンはナイトメア社から取り寄せた特殊な部品をロボの修理に使用、そうして作られたロボ2は、戦いをしないよい心を持っていた（エスカルゴンいわく「科学の子」）が、この部品にはある仕掛けが施されており、背中の緑、赤のスイッチを押すことで戦闘用ロボットへと変化してしまうものだった。
緑のボタンを押すと理性を失い剣士のような姿になり、瞬間移動やテーブルを真っ二つにする強力な剣撃を放ち、更に赤のボタンを押すと、戦闘機のような姿の魔獣になり、ジェット噴射で空を高速移動し、両腕から強力なミサイルを放つ。
デデデに緑と赤のボタンを押された後、町へ飛び出しププビレッジを爆撃しカービィを攻撃したが、逆にミサイルを吸い込んで変身したボムカービィに破壊された。その後、デデデはロボ2を失って破壊されたロボの破片（髭の部分）を拾って号泣するエスカルゴンに「泣くなエスカルゴン。ロボ3を作ればいいぞい！」と無責任なことを言い、「そういう問題じゃないでしょっ」とフームに言われたが、最初のロボ開発からロボ2大破に至るまで4日間にわたり徹夜で過ごしたため、睡眠不足によってエスカルゴンはとうとう泣き疲れて寝てしまった。その際にフームは「ずっと寝ないで頑張ったもんねぇ」と優しく言った。
ボンカース（魔獣）
声 - 飛田展男
第79話でカービィの弟子になるためにプププランドにやってきたボンカースを、デデデがカービィを倒すべく騙して魔獣化させたもの。体格や筋力がアップし、性格も凶暴になってしまっている。
デデデ城でフームをさらって尖塔に登り、フームの助けに向かったカービィと対決するが、本来の心が純粋で優しかったため悪に徹しきれず、その隙を付かれてハンマーカービィに倒され地上に落下してから元に戻ることができた。
赤マムジ
第80話に登場。見た目こそマムシだが、その姿は筋骨隆々のボディビルダーのようで、サングラスをかけている。
精力減退パワダウンEを飲んで弱体化したカービィの前に現れ、散々叩きのめした後飲み込もうとしたが、カワサキの投げたパワップD入りカレーを食べて元気を取り戻したカービィに逆襲され、散々叩きのめされた挙句、最後は太陽に放り込まれてしまい、爆発した。
カービィがコピー能力なしで倒した2体目の魔獣である。
ダストン
声 - 飛田展男
第81話で登場したゴミ魔獣。見た目はポリバケツに手足と目がついたようなデザインで、デデデが今まで送りつけたゴミが全部詰まっているらしい。ゴミを吐き出すときのかけ声は「ゴ〜ミんなさ〜い!!」。
攻撃はゴミをばら撒くだけだが、それゆえにカービィもコピーができなかった。
デデデに送りつけられたゴミの処理に困ったカスタマーサービスが勝手に送りつけ、デデデ城をゴミだらけにした後、村中をゴミだらけにし、カービィにもゴミを吐き出しながら追いかけ回し、逃げ場を失った所を追い詰めるが、メタナイトが持ってきた箒を吸い込んで変身したクリーンカービィに吐き出したゴミを全て相殺され、体内のゴミが空になって何もできない所をカービィに倒された。
リョウリガーZ
第82話に登場したロボットで、操縦席がある。デデデはこれをいくつかのパーツに分け、フードプロセッサーと称して男の料理ブームで舞い上がっていた村人たちに売り付けた。
カービィの大食らいという弱点を突いており、両腕から食材を吸い込み、両腕あるいは背中のオーブンから放つ料理でカービィに隙を作らせ、体当たりやパンチで肉弾戦をかます戦法が得意。
デデデとエスカルゴンが乗り込み、カービィの上記の弱点を突いて圧倒、フードプロセッサーの説明書からリョウリガーZの弱点を探ろうとするレンたちをも襲ったが、メタナイトの機転でカービィにスパークをコピーされ、内部からの電撃で破壊された。
チップ先生
声 - 中原茂
第83話でデデデ帝国大学付属小学校にやって来た魔獣教師だが、本当の魔獣ではなく、契約魔獣。
教師としての能力は非常に優秀で、フームも尊敬するほど、性格的にも優しく辛抱強く、教師の鏡とも言える人物である。
かつては本当に大事なことを教えられる教師になるために、自らエリートコースへの道を蹴った過去があったが、教師としての仕事は見つからず、やむを得ずナイトメア社と契約を交わし、劇中で学校キットが送られてきたのと同時期にププビレッジに来訪、そして生徒たちとの授業を重ねていくうちに悪事を働く気力が失せて最終的にナイトメア社を裏切り、もうどんな迫害にも負けないという決意を語り、ナイトメア社の手から逃れるためプププランドを去った。
アニメ終了後に発売されたゲーム『星のカービィ 鏡の大迷宮』に登場する同名のザコ敵とは無関係。
ネッケツ
声 - 飛田展男
第83話で登場した魔獣教師。教育を名目に暴力を振るう俗にいう暴力教師のような姿をしており、戦い方も竹刀でやたらめったらに打ち据えるという乱暴なもの。最初は通常の竹刀を使用していたが、カービィに吸い込まれた後は新たに取り出した光線剣状の竹刀を使用した。
チップの正体を知ったデデデがチップがカービィを倒していないとカスタマーサービスに文句を言い新たに注文、ボールから召喚された後直ぐにカービィに攻撃、その後ソードカービィとの激しい斬り合いの末、ソードビームの二連射を受けて落下し、小学校ともども爆散した。
一度だけとは言え、強力な切断力を誇るソードビームを受け止めかつ掻き消した、唯一の魔獣である。
マンビーズ
声 - 瀧本富士子
第84話で登場した魔獣。ミイラ男の頭部だけのような姿をしている。鋭い牙を備え、目からの怪光線による催眠術も使える。またスカであるため吸い込まれてもコピーが出来ず吐き出される等、総合的な戦闘能力は高いが、日光に弱く夜しか活動できないという弱点がある。
星の戦士を抹殺するために作られた魔獣で、過去に銀河中で何匹ものマンビーズがばら撒かれた。普段は地中で眠っているが、掘り出されると星の戦士を探し出し、一度見つけると息絶えるまで徹底的に攻撃を加えるようになっている。星の戦士のシェルターであるカブーとは対になる存在である。
デデデがキュリオに偽の古文書を掴ませて発掘させたことで目覚め、毎晩カービィを襲うようになり、騙されたことに気づいたキュリオにより眠らされそうになるも、それを知らずにフームとブンが飛び出したことで中断してしまい再びカービィを襲撃、激しい戦闘の末、カービィに噛み付いた状態で雲の上まで連れて行かれ、日光を浴びて消滅した。その後はカービィがとうとう疲れて寝てしまった。その際にフームは「ゆっくり寝なさいね、カービィ」と優しく言った。
元々はゲーム版のザコ敵であり、マッシャーのようにゲーム版よりも戦闘能力が大幅に強化された敵キャラクターの一体。
オゾマシー
第85話でナイトメア社が勝手に送り込んできた魔獣。ポップスターのオゾン層を破壊し、紫外線で肌の弱いカービィを攻撃しようとした。
光で構成された虹色に光る大蛇のような姿をしており、口から強力な紫外線を吐きつけて攻撃する他、長い体を鞭のように振り回す。
気体・エネルギー体で構成され実体を持たないため直接攻撃をものともせず、自己再生能力を有しているようで攻撃を受けて身体が拡散してもすぐ戻ってしまう。そのためジェットカービィの突進攻撃は効かなかったが、爆風などによる間接的かつ連続での攻撃には耐えられず、ボムカービィの連続爆弾投げの爆発によって回復が追いつかないまま完全にかき消され、オゾン層は何事もなかったかのように修復された。
エビフリャー
声 - 飛田展男
第86話で登場した高級魔獣。名前通り巨大なエビフライの姿をしており、「フリャー」としか叫ばない。巨大なハサミを武器とし、口から炎を吐いて攻撃する。
プププランドにやってきたコックナゴヤを支援するためにデデデがナイトメア社から注文した高級食材のエビとして正体を隠し、その後ナゴヤにエビフライとして料理された後正体を現し、カービィに攻撃するが、フームにより変身したコックカービィに炎をフライパンで跳ね返したことで自身に引火し爆散した。
クロウエモン
声 - 飛田展男
第87話でカラス軍団のボスが魔獣になってしまった姿。超能力で鳥類を操り、両目から怪光線を放つ事ができる。魔獣化前後ともに左目に刀傷があり、トッコリやクーと同様人の言葉を喋れる上に口笛も吹ける。なお、本来カラスの群れにボスはいない。
元々はプププビレッジ周辺の森に住んでいたが、ダイナブレイドがダイナベイビーの餌のため膨大な食料を消費したことにより食糧難に陥り、デデデが出した生ゴミの供給話に乗ったり、魔獣化後にダイナブレイドを倒そうとした。
残り少ない食糧を群れ全体で分けようとした際、第23話でエスカルゴンが作り、その後捨てた「エスケル魔獣黄帝液」を飲んでしまったことで魔獣化、超能力で鳥類を操って村中を襲わせた後、ダイナベイビーを捕らえ、ダイナベイビーを取り戻しに来たダイナブレイドを部下との攻撃で優勢に立ったが、ウィングカービィにダイナベイビーを奪い返されたうえ、最後はダイナブレイドの一撃で敗れ、元の姿に戻る事が出来た。
群れには子供も3羽いるが、子供たちはいつの間にかダイナベイビーと仲良くなっていた。
マイマイゴン
声 - 龍田直樹
第88話でエスカルゴンが魔獣化した姿。巨大な貝殻に目と舌だけが見えており、語尾も「～シェル」になっている。高い防御力に加え、舌を使って相手を絡めとろうとするほか、貝殻についた角状の突起からマイマイビームで攻撃する。
好奇心からエスカルゴンの殻を叩き割ったデデデがフームに諭され、お詫びとして（と言っても半ば楽しんでいたが）ナイトメア社から購入した殻（甲殻機動スーツ）をエスカルゴンが装着、エスカルゴンの意思を乗っ取って魔獣化し、当然のようにカービィを攻撃、カービィを舌で絡めとった際、立ち向かったデデデのハンマーを吸い込んで変身したハンマーカービィの攻撃を受けてもほとんどダメージを受けなかったが、ハンマー最大の大技・爆裂ハンマー投げの一撃で殻は真っ二つに割れ、爆発とともにエスカルゴンは無事元の姿に戻った。
しかし裸になったエスカルゴンは目にも留まらぬ速さで逃げ出したため、殻の中身は結局分からずじまいであった。
アニゲー
声 - 飛田展男
第89話で登場した魔獣。Macintoshをかたどったような体で、赤のベレー帽をかぶっている。周囲のオプションからビームを発射する他、手に持っているコントローラー「逆切れモーションキャプチャー」でマグネッターをつけた相手を死ぬまで操れる。
アニメ制作の期限が迫り、オタキングでは当てにならないと焦ったデデデが注文、この時は伝説の人、オワルト・デゼニーに化け、モーションキャプチャーを使用したアニメを制作すると偽ってマグネッターを付けたデデデにカービィを散々攻撃させるも不振に思ったフームに詰め寄られて正体を現し、「逆切れモーションキャプチャー」でカービィとデデデを操って戦わせたが、デデデにカービィを蹴り飛ばさせて天井にぶつけたことが仇となり、落下の衝撃でカービィを操るために取り付けられていたマグネッターが外れ、それを吸い込んでスパークカービィとなったカービィに倒された。
爆走ビート
声 - 長嶝高士
第90話冒頭部分で村に現れた三人の暴走族のボス。昔ガスと一緒に暴走族として活動していたことがあった。
チェーンやバイクに内蔵されたドリルを使い競争相手の腕を絡めたりタイヤをパンクさせるなど、卑劣な性格である。
第91話終盤で魔獣であったことが判明。魔獣ウィリーに変身し、ホイールカービィとの競走の末に倒された。
ウィリー
ビートが変身した姿で、巨大な一輪バイクの形をした魔獣。ホイールカービィと激闘の際、カービィを倒そうとデデデが仕掛けたトラップにはまってしまい、自身のタイヤがパンクして暴走し、競技場が崩壊。そのまま壊れた競技場の中に生き埋めになった。
大きさはゲーム版よりも遥かに巨大である。

モウ・タクサン
声 - 斉藤瑞樹
第92話で革命を起こしてしまったワドルディを鎮めるため、デデデが注文した中華専門の料理魔獣。協和語で話す。
シュウマイ、春巻き、餃子、そして、北京ダックという中華料理でワドルディたちを虜にした。
その後、コックカービィとの戦闘の末に倒された。
チャッキー
声 - 水谷優子
第93話で登場した魔獣。びっくり箱のような外見を持ち、箱の中に閉じこもることで吸い込み攻撃を無効化してしまう。
「何とか憎悪の日」を設けた事による自らのイメージダウンを防ぐために、デデデはカービィへの愛のこもったプレゼントをナイトメア社に注文し、その後デデデがカービィに犯した罪を詫びたところでワドルドゥに運ばれて登場、直ぐ様カービィに襲い掛かり、自身の能力を活用して追い詰めたが、パラソルを吸い込んで変身したパラソルカービィによって倒された。
ファンファン
声 - 水谷優子
第94話でホーリーナイトメア社の魔獣養成施設を脱走し、プププランドにまぎれ込んだゾウ型の魔獣。性格はかなり臆病。
デデデにハンマーで攻撃されたが、カービィはファンファンの優しい素顔を見抜き、助け出した（カービィも、同じ心優しき魔獣であったからという理由もある）。
その後はウィスピーの森で暮らしていたらしく、98話でウィスピーの影に隠れて、ハルバードが発進するのを見届けているシーンがある。
ガング曰く、「キャラクターグッズにしたら売れそう」。
ヒッティー
声 - 飛田展男
94話でファンファンを極悪な魔獣に変えるために連れられてきた調教魔獣。
ピエロのような出で立ちで鞭を使って相手を魔獣に変える力がある。だがヒッティー自身はあまり強くないようで、スロウカービィによって宇宙のブラックホールまで飛ばされる。
ヒッティー以外の調教魔獣は4体ほどいるが、いずれも劇中で流された魔獣養成学校の紹介映像の中にしか登場していない。
ポピーブロスSr.、Mr.フロスティ、ヤバン、ウィスカース、ドゴン、ジュキッド、ブーマー、ホットヘッド
魔獣養成学校にいるザコ魔獣たち。94話でヒッティーによって教育されていた。
デビルフロッグ
声 - 水谷優子
95話に登場したカエル型魔獣。取り付いた相手の悪意を100万馬力に高め、悪魔のような性格にしてしまう。
カービィはデビルフロッグに取り付かれ悪行三昧のデビルカービィとなってしまう。
しかし元々はデデデが注文したものであり、カスタマーからその事を聞いた後デデデはカービィからデビルフロッグを引き剥がして、すぐに自分に取り付かせて凶暴な「デビル・デデデ」への変身を強要させられる。
だが、ヘビーアナコンダーの前ではその力も無力で、最終的にデデデごと食べられてしまった。
デビル・カービィ
声 - 大本眞基子
カービィにデビルフロッグが取り付いた姿。取り付かれたカービィがどうなったのかは上記の通り。
顔は最初のうちは目つきが悪いだけだったが、次第に元の原型を留めていない悪魔のような顔に変貌してしまい、デデデ城に乗り込んできた際にはすでに背中に小さい悪魔の翼が生えていた。
しかし純粋な心を持つカービィをデビルフロッグは完全に取り付くことができなかったらしく、フームの呼びかけで正気にかえった隙にデデデによって引き剥がされ、元に戻った。
デビル・デデデ
声 - 緒方賢一
デデデにデビルフロッグが取り付いた姿。
上半身だけがボディビルダーのようにムキムキなど、アンバランスな体格である。
カービィをいじめ倒したが魔獣ヘビー・アナコンダー（後述）に睨まれた途端に元に戻りデビルフロッグごと食われてしまう（後にカービィによってデデデだけ助けられた）。その際メタナイトから「自業自得とはこのことか…」と言われた。

ヘビーアナコンダー
声 - 神崎ちろ、瀧本富士子（途中）
本来はデビルフロッグごとカービィを倒そうとデデデが注文した超巨大のヘビ型魔獣。同じ魔獣だが、デビルフロッグの天敵である。
体の長さは不明だが恐ろしく長く、倒される最後まで尻尾が見えなかった（魔獣カタログでは尻尾が見えていた）。ヘビー級故のかなり高い値段の割には普通の蛇と同じことしかできない。
デビルフロッグを捕食し、デビル・デデデをもとに戻す結果を招いた後、ファイアカービィに燃やされる。
デリバリーシステムで召喚された最後の魔獣。
ヘビーロブスター
第99話でナイトメア要塞に向かっていた戦艦ハルバードに進入したメカ魔獣。
ゲーム版と違って両腕のハサミからビームを発射して攻撃、あるいは障害物を溶解することが出来る。
カービィにフライパンを吸い込ませたカワサキの判断ミスもあって最初のコックカービィでのフライパン攻撃では倒せなかった。しかしアイスカービィによって冷凍されたところをソードとブレイドに無反動砲を打ち込まれて倒れた。
エアライドマシンライダー
声 - 東野里加
96話から97話でフームの夢の中に登場し、最終回のナイトメア要塞で本格的に登場した魔獣。全部で10人程度いる。
ナイトメアが昔、星の戦士から奪ったエアライドマシンに乗って戦う。ただしライダーたち自身は雑魚魔獣であり、武器を使った攻撃以外の攻撃手段は持たない。そのため戦力はエアライドマシンの性能に頼りきっている形となる。
このアニメに登場する最後の魔獣。しかし、結局カービィに敗北してしまい、ナイトメアの怒りを買い、ナイトメア社から追放されてしまう。
その他の魔獣たち
主に銀河大戦の回想シーン（あるいは第65話冒頭）などに登場する名前の不明な魔獣たち。どの個体も姿形がばらばらで統一性が無い。竜型、翼竜型、アルマジロ型やムカデ型、アンモナイト型やノコギリザメ型、サソリ型、カマキリ型など様々な種類がいる。その他の魔獣たちの中ではここで表記した竜型、翼竜型、ムカデ型、アンモナイト型などが最もよく登場している。
エビゾウ
アニメシリーズ初となる番外編『星のカービィ〜特別編〜 倒せ!!甲殻魔獣エビゾウ』に登場したエビの魔獣。例のごとくデデデによって取り寄せられた。
同じエビ系の魔獣であるエビフリャーと違い、ゾウのような鼻（変身後は口）から強烈な冷気を噴き出す。
最初はカービィぐらいの大きさだったが、登場を重ねるたびに少しずつ大きくなり、カービィとの戦いで突如として変身し、巨大で凶悪な姿へと変貌した。変身後は宙に浮くことができ、口から吐き出す冷気はエビ型の小さなザコ魔獣の大群が含まれるようになり、相手をかく乱させる。床を砕くハサミとファイアーカービィの炎をも打ち消す強力な冷気を最大の武器として、カービィを追い詰めた。しかし、ザコ魔獣を吸い込み「カブキカービィ」へと変身したカービィの放ったビームをくらい、体が膨張したところに止めを刺され撃破された。
撃破後は大量の小エビになり、デデデとエスカルゴンに食されて「うまい」と評価された。

### 登場していない魔獣
ウミウシ大魔獣
声 - 龍田直樹
第6話にてデデデが創作した偽の魔獣。エスカルゴンがこの魔獣の着ぐるみを着てプププランドのミニチュアセットを踏み荒らし、この話で開局したテレビ局「チャンネルDDD」を使って放送。「プププランドが襲われるのはカービィがいるせいだ」と宣伝し、彼を国外へ追い出そうとした。
しかし放送される内容と現実との矛盾をフームたちに暴かれ、生放送中に捏造であることが国中に露見してしまった。
カタログ番号02T6の魔獣
第39話で、デデデが本来注文しようとしていた魔獣。
ピンクボール魔獣カービィ
声 - 大本眞基子
第49話でフームたちが作っていたアニメをデデデが勝手に改造、カービィが魔獣として描かれた。コピー能力なしで火炎放射を自在に放てる。
この魔獣は作中には存在しないが、カービィはナイトメアが生んだ失敗作であることが3話で暗示されている。
後に、ナイトメアが送り込んだ刺客『ドクター・モロ』（前述）の計画でキメラ恐竜として誕生したカービィサウルスの存在でカービィ型の魔獣が実在している他、カービィ本人がデビルフロッグに憑りつかれてデビル・カービィとして魔獣に変貌してしまったことも実現した。

## クロスプログラム
アニメ本編には出演しないものの、次番組の『リアルタイム (テレビ番組)』→『サタモニ!』→『知っとこ!』の出演者がクロスプログラムを担っていた。
『リアルタイム』クロスプログラム担当
演 - 内藤剛志
『サタモニ!』クロスプログラム担当
演 - 鈴木史朗、中山エミリ、松尾貴史
『知っとこ!』クロスプログラム担当
演 - 松嶋尚美